# Xalapa
Xalapa [xaˈlapa] (offiziell Xalapa-Enríquez [xaˈlapa enˈrikes]; früher auch Jalapa geschrieben) ist die Hauptstadt des mexikanischen Bundesstaates Veracruz. Sie ist außerdem Verwaltungssitz des gleichnamigen Municipios, mit dessen Fläche die Stadt praktisch deckungsgleich ist.

## Geografie
Xalapa befindet sich im Zentrum des dem Golf von Mexiko entlang verlaufenden Bundesstaates Veracruz, rund 100 Kilometer nordwestlich des Hafens von Veracruz sowie 350 Kilometer östlich von Mexiko-Stadt. Die Fläche der Stadt ist statistisch nicht erfasst, jedoch umfasst das fast deckungsgleiche Municipio 124,4 km². Die Stadt befindet sich auf einer Höhe von 1100 m bis 1600 m.

### Topografie
Topografisch liegt Xalapa am Übergang zwischen den Bergen der mexikanischen Sierra Nevada und der Küste von Veracruz zum Golf von Mexiko. Entsprechend begrenzen gegen Westen verschiedene Vulkane wie beispielsweise der Cofre de Perote (4200 Meter über Meer) den Blick aus der Stadt. Auch der Pico de Orizaba, mit über 5300 Metern der höchste Berg Mexikos, ist vom Stadtgebiet Xalapas gegen Südwesten bei guter Witterung klar sichtbar. Gegen Norden wird das Gebiet durch die bis an die Küste reichenden Ausläufer des Eje Neovolcánico Transversal begrenzt.
Aufgrund der Lage am Fuße der obengenannten Erhebungen weist Xalapa signifikante Höhenunterschiede im ganzen Stadtgebiet auf. So beginnt die städtische Zone im Südosten auf einer Höhe von rund 1100 Metern. Das eigentliche Stadtzentrum mit dem Verwaltungssitz des Bundesstaates befindet sich aber bereits auf rund 1400 Metern über Meer. Einige nördliche Außenquartiere der Stadt erreichen eine Höhe von gegen 1600 Metern über Meer.
Gleichzeitig durchziehen diverse Täler die urbanen Gebiete der Stadt, sodass Straßen teilweise steil oder der Topografie entsprechend angelegt sind. Mancherorts durchziehen Treppen die Quartiere. Größere Straßenzüge wie Lázaro Cárdenas, der Arco Sur, Murillo Vidal, die Avenida Araucarias oder die Carretera Antigua a Coatepec sind kurvig und der Umgebung entsprechend erbaut. Gleichzeitig ermöglichen die Höhenunterschiede auch Ausblicke aus dem bebauten Gebiet heraus. So ist vom Parque Juárez im Stadtzentrum beispielsweise sowohl der Cofre de Perote als auch der zuoberst vergletscherte Pico de Orizaba sichtbar.
Innerhalb der Stadtgrenzen überragen zwei Hügel die urbane Umgebung. Der erloschene und heutzutage bewaldete Vulkan Macuiltépetl (auch manchmal Macuiltépec genannt) ist mit 1600 Metern über Meer knapp 100 Meter höher als die umliegenden Quartiere und dank seiner Form ein Wahrzeichen der Stadt. Auf seinem Gipfel befindet sich ein kleines Museum. Die Erhebung ist als Naturschutzgebiet (Parque Ecológico) deklariert. Weiter nördlich befindet sich mit dem Cerro de la Galaxia eine weitere Parkanlage, welche die Umgebung um rund 50 Höhenmeter überragt.

### Hydrografie

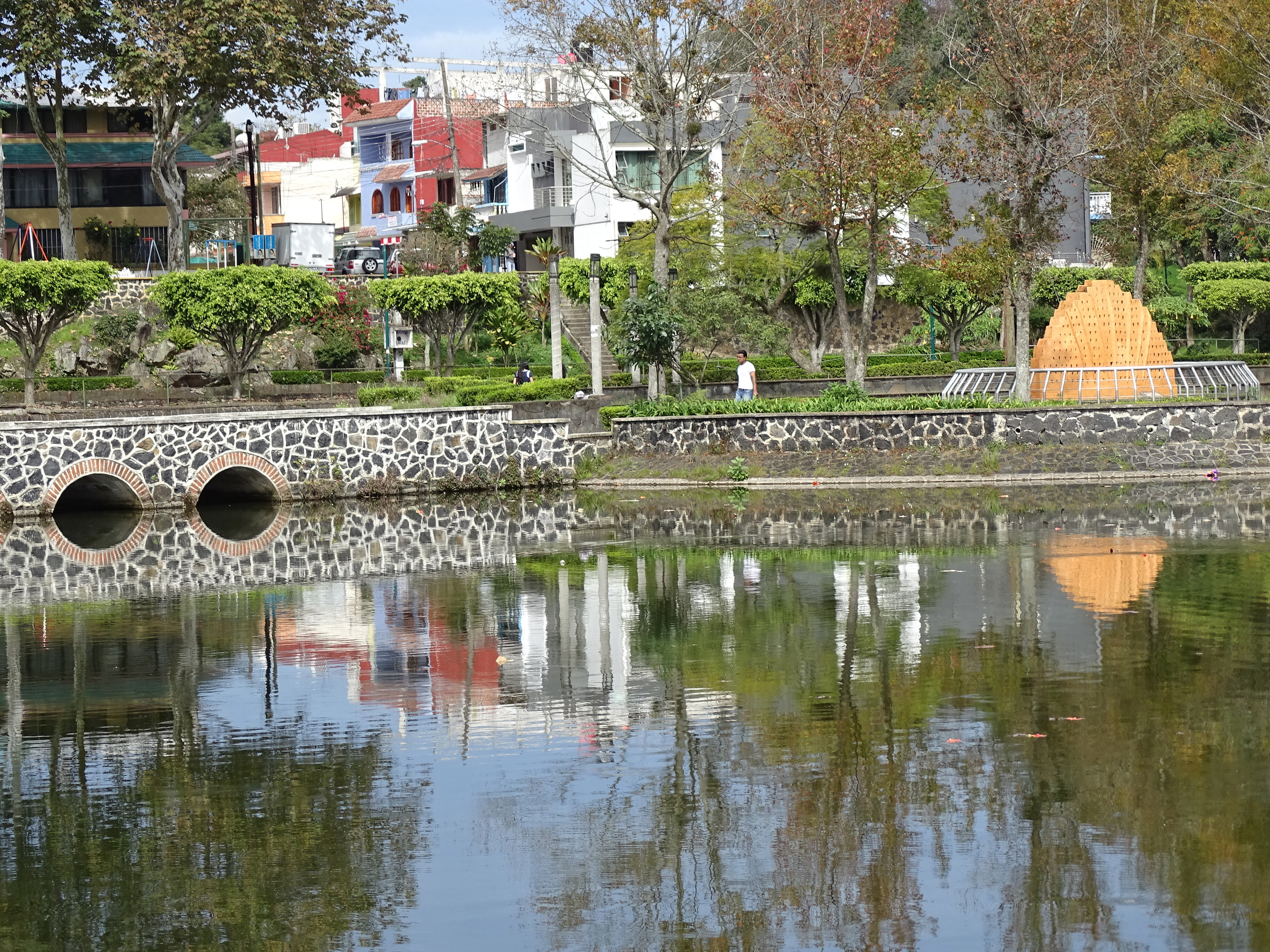
Los Lagos sind kleine Teiche im Zentrum der Stadt

Auch wenn die Stadt nicht an einem offensichtlichen Gewässer liegt, entspringen dennoch in der Umgebung von Xalapa zahlreiche Bäche. Nordwestlich von Xalapa herkommend umfließt der Río Sedeño die Stadt im Norden und kreuzt die Umfahrungsstraße unter dem Viaducto Puente Xalapa hindurch. Der Río Sordo entspringt in der Nähe des Río Sedeño, umfließt das urbane Gebiet jedoch im Westen und entwässert die Stadt Richtung Südwesten. Das Wasser des Río Sordo fließt schließlich als Río La Antigua bei José Cardel in den Golf von Mexiko.
Schließlich sind auf Xalapas Stadtgebiet diverse, auch künstliche Seen anzutreffen. Die bekanntesten sind sicherlich Los Lagos im Zentrum in unmittelbarer Nähe des Studentenviertels und des Campus der Universidad Veracruzana sowie Los Lagos de las Animas im Südosten der Stadt. Östlich von Xalapa befindet sich außerdem die Laguna del Castillo.
Andere Wasserläufe als die erwähnten sind größtenteils unterirdisch und daher nicht sichtbar.

### Klima
Das Klima Xalapas wird von offiziellen Quellen als überwiegend gemäßigt-feucht angegeben, was einem Cfa beziehungsweise einem Cfb auf der Köppen-Klimaklassifikation entspricht.
|                        | Jan  | Feb  | Mär  | Apr  | Mai   | Jun   | Jul   | Aug   | Sep   | Okt  | Nov  | Dez  |   |         |
| Mittl. Temperatur (°C) | 15,9 | 16,7 | 18,6 | 21,1 | 22,1  | 21,9  | 20,8  | 20,9  | 20,2  | 19,2 | 18,0 | 16,7 | ⌀ | 19,4    |
| Mittl. Tagesmax. (°C)  | 21,3 | 22,3 | 24,7 | 27,5 | 28,5  | 28,0  | 26,7  | 26,8  | 25,6  | 24,9 | 23,8 | 22,1 | ⌀ | 25,2    |
| Mittl. Tagesmin. (°C)  | 10,4 | 11,1 | 12,5 | 14,6 | 15,7  | 15,7  | 14,9  | 14,9  | 14,9  | 13,6 | 12,2 | 11,3 | ⌀ | 13,5    |
|                        |      |      |      |      |       |       |       |       |       |      |      |      |   |         |
| Niederschlag (mm)      | 52,6 | 51,4 | 41,1 | 78,7 | 115,9 | 256,3 | 208,1 | 152,7 | 225,9 | 81,7 | 56,9 | 46,9 | Σ | 1.368,2 |
|                        |      |      |      |      |       |       |       |       |       |      |      |      |   |         |
| Regentage (d)          | 12,6 | 12,3 | 10,2 | 10,1 | 11,3  | 16,1  | 17,4  | 15,3  | 18,8  | 13,0 | 10,3 | 12,3 | Σ | 159,7   |

| 10,4 |

| 11,1 |

| 12,5 |

| 14,6 |

| 15,7 |

| 15,7 |

| 14,9 |

| 14,9 |

| 14,9 |

| 13,6 |

| 12,2 |

| 11,3 |

| 10,4 |

| 11,1 |

| 12,5 |

| 14,6 |

| 15,7 |

| 15,7 |

| 14,9 |

| 14,9 |

| 14,9 |

| 13,6 |

| 12,2 |

| 11,3 |

#### Durchschnittswerte
Xalapa nimmt aufgrund der Lage im Übergang zwischen dem halbtrockenen-gemäßigten Hochland und dem feucht-warmen Küstengebiet eine Übergangsposition ein. Entsprechend ist das Wetter oft wechselhaft: Sonnig am Morgen, bewölkt im Verlaufe des Nachmittags. Ebenso variieren die Temperaturen zwischen Nacht und Tag. Dennoch schwankt die Temperatur das ganze Jahr über nicht stark mit einer durchschnittlichen Jahrestemperatur von rund 20 °C.
Die wärmere Jahreszeit in Xalapa beginnt tendenziell im April und erreicht bereits im Mai einen Höchststand, wenn die durchschnittliche Höchsttemperatur 28 °C überschreitet und das Tagesminimum nicht unter 15 °C fällt. Der heißeste Monat in Xalapa ist der Mai, weil sich noch nicht soviel Feuchte vorhanden ist, welche die schon starke Sonneneinstrahlung dämpfen könnte. Im Hochsommer fühlt sich die Tagestemperatur wärmer an, da die Hitze mit der Feuchte zusammen eine schwülheiße Mischung ergibt. So bildet sich ab dem Mittag auch oftmals Dunst. Abends sind starke Regenfälle und Gewitter möglich, die kurzfristig auch Straßenteile unpassierbar machen können.
Die kühlere Jahreszeit ist Ende Dezember, Januar und Februar mit einem durchschnittlichen Tiefstwert von 11 °C und einem durchschnittlichen Höchstwert von 22 °C. Im Winter ist es möglich, dass die Temperatur nachts auch einmal unter 5 °C fällt. Mit dem abends auftretenden Nebel fühlt dies sich dann wie Minusgrade an – reale Minusgrade werden aber auf dem Stadtgebiet selten bis nie erreicht. Tagsüber steigt die Temperatur dann wieder auf ungefähr 20 °C an.
Während der kühleren Wintermonate ist der Niederschlag minimal, wobei im Dezember, Januar und Februar nur rund 50 mm und im März sogar nur Monatsmittel von guten 40 mm erreicht werden. Sehr früh am Morgen hüllt sich Xalapa oft in Nebel, der der Stadt eine mystische Bergstimmung verleiht. Alle Niederschläge sind in Xalapa in flüssiger Form anzutreffen. Schnee gibt es höchstens im umliegenden Bergland und auf dem Cofre de Perote an kalten Wintertagen. Dieser hält aber nicht lange und verschwindet oftmals schon wieder während des Tages. Die größten Niederschläge fallen in den Sommermonaten: insbesondere im Juni, wenn die durchschnittliche Niederschlagsmenge 250–300 mm erreicht und bis Mitte September relativ hoch bleibt. Der durchschnittliche Niederschlag summiert sich so auf ungefähr 1.300–1.400 Millimeter im Jahr. Ab und zu wird Xalapa auch von Hurrikanen getroffen, welche die gemessene Regenmenge schnell ansteigen lassen. Entsprechend können die Rekorde eindrücklich ausfallen (siehe unten).
Auch bereits innerhalb der Stadt können die gemessenen Werte variieren. Die folgende Wetterstation liegt im nordwestlichen Stadtteil Briones rund 7 Kilometer Luftlinie von der anderen Wetterstation entfernt außerhalb des bebauten Gebiets. Klar ersichtlich sind die tieferen Nachttemperaturen sowie die höheren Niederschläge, bedingt durch die fehlende Bebauung und den topografischen Bedingungen abhängigen oft sehr lokalen Niederschlagsmengen.
|                        | Jan  | Feb  | Mär  | Apr  | Mai   | Jun   | Jul   | Aug   | Sep   | Okt   | Nov  | Dez  |   |         |
| Mittl. Temperatur (°C) | 14,6 | 15,5 | 16,9 | 18,9 | 20,3  | 20,4  | 19,4  | 19,6  | 19,5  | 18,5  | 17,2 | 15,4 | ⌀ | 18      |
| Mittl. Tagesmax. (°C)  | 21,6 | 22,8 | 24,4 | 26,5 | 27,7  | 27,0  | 26,1  | 26,4  | 26,0  | 25,3  | 24,4 | 22,1 | ⌀ | 25      |
| Mittl. Tagesmin. (°C)  | 7,6  | 8,2  | 9,3  | 11,3 | 12,8  | 13,7  | 12,6  | 12,7  | 13,0  | 11,7  | 9,9  | 8,6  | ⌀ | 11      |
|                        |      |      |      |      |       |       |       |       |       |       |      |      |   |         |
| Niederschlag (mm)      | 83,7 | 68,7 | 75,1 | 94,3 | 122,3 | 298,7 | 233,5 | 205,4 | 265,8 | 124,8 | 67,0 | 60,0 | Σ | 1.699,3 |
|                        |      |      |      |      |       |       |       |       |       |       |      |      |   |         |
| Regentage (d)          | 13,5 | 13,4 | 12,5 | 13,6 | 13,4  | 20,3  | 19,3  | 20,2  | 20,7  | 15,9  | 12,8 | 14,3 | Σ | 189,9   |

| 7,6 |

| 8,2 |

| 9,3 |

| 11,3 |

| 12,8 |

| 13,7 |

| 12,6 |

| 12,7 |

| 13,0 |

| 11,7 |

| 9,9 |

| 8,6 |

| 7,6 |

| 8,2 |

| 9,3 |

| 11,3 |

| 12,8 |

| 13,7 |

| 12,6 |

| 12,7 |

| 13,0 |

| 11,7 |

| 9,9 |

| 8,6 |

Erwähnenswert ist auch der Übergang von der feuchtheißen Zone um Xalapa zum trockenen Hochland bei Perote. Die Gegend um Las Vigas de Ramírez bei Perote liegt nur 30 Autominuten entfernt und 1000 Höhenmeter höher als Xalapa. Auf diesem Weg nimmt die jährliche Regenmenge um 60 Prozent ab (Perote: 532 mm/Jahr)! Genau dieser Übergang ist der Auslöser eines Wetterphänomens von Xalapa. Kalte und trockene Bergluft trifft in der Region von Xalapa auf feuchte und heiße Meeresluft aus Veracruz und kondensiert sofort. Ergebnis ist der oft auftretende Nebel.

#### Rekorde
Die höchste Temperatur seit Messbeginn 1953 wurde am 8. Mai 1973 mit 39,5 °C an der Wetterstation Xalapa-Las Animas gemessen. Diese Temperaturen wurden im Juni 2009 sowie im September und Oktober 2012 beinahe wieder erreicht. Die tiefste gemessene Temperatur liegt nach Angaben des Servicio Meteorológico Nacional bei 0,0 °C (17. November 1970).
Rekordregenmengen werden in Xalapa nur selten registriert. In den Sommermonaten lassen lokale Hitzegewitter oft große Regenmengen fallen. Diese sind aber nicht die Hauptursache für Rekorde. Vielmehr sind dies die Hurrikane. So fielen an einem einzigen Tag, dem 21. September 1974, an einer mittlerweile eingestellten Wetterstation 176,2 Liter pro Quadratmeter. Auch bereits am Vortag wurden an der Wetterstation Xalapa-Las Animas 175 Liter gemessen. Auslöser dieser starken Regenfälle war Hurrikan Fifi, welcher von Belize über Guatemala nach Süd-Mexiko zog. Er gilt bis heute als äußerst regenreich, forderte in Honduras zahlreiche Menschenleben und verursachte großflächige Überschwemmungen. In Xalapa war der Hurrikan zwar bereits nur noch eine tropische Depression, dennoch brachte er Rekordregenmengen mit sich. Der September 1974 geht daher auch als regenreichster Monat in die Geschichte Xalapas ein.
Niederschlag-Negativrekorde wurden bereits in zahlreichen Monaten komplett ohne Niederschlag registriert.
Bei den Rekorden wurden Messreihen der Wetterstation Xalapa-Las Animas von 1953 bis 2012 berücksichtigt.

### Stadtgebiete
Xalapa teilt sich abgesehen von der Zona Centro in Colonias, Unidades sowie in Fraccionamientos auf, wobei die Namen und Grenzen selbst den Einwohnern der Stadt nicht immer klar sind. Für alle Quartiere sind Postleitzahlen im Bereich zwischen 91000 und 91198 vergeben, wobei das Zentrum die 91000 trägt.
In den vergangenen Jahrzehnten entwickelte sich die Stadt schubweise mit dem Bau neuer Colonias und Fraccionamientos in alle Richtungen. Besonders stark wuchs die Stadt in der zweiten Hälfte des 20. Jahrhunderts in Richtung Nordosten bis an den Río Sedeño, wo bis heute teilweise Quartierstrassen noch nicht asphaltiert sind. Mittlerweile ist die Stadt im Norden nahtlos mit Banderilla zusammengewachsen. Auch im Westen geht das städtische Gebiet direkt in die Agglomerationsgemeinde Guadelupe Victoria über.

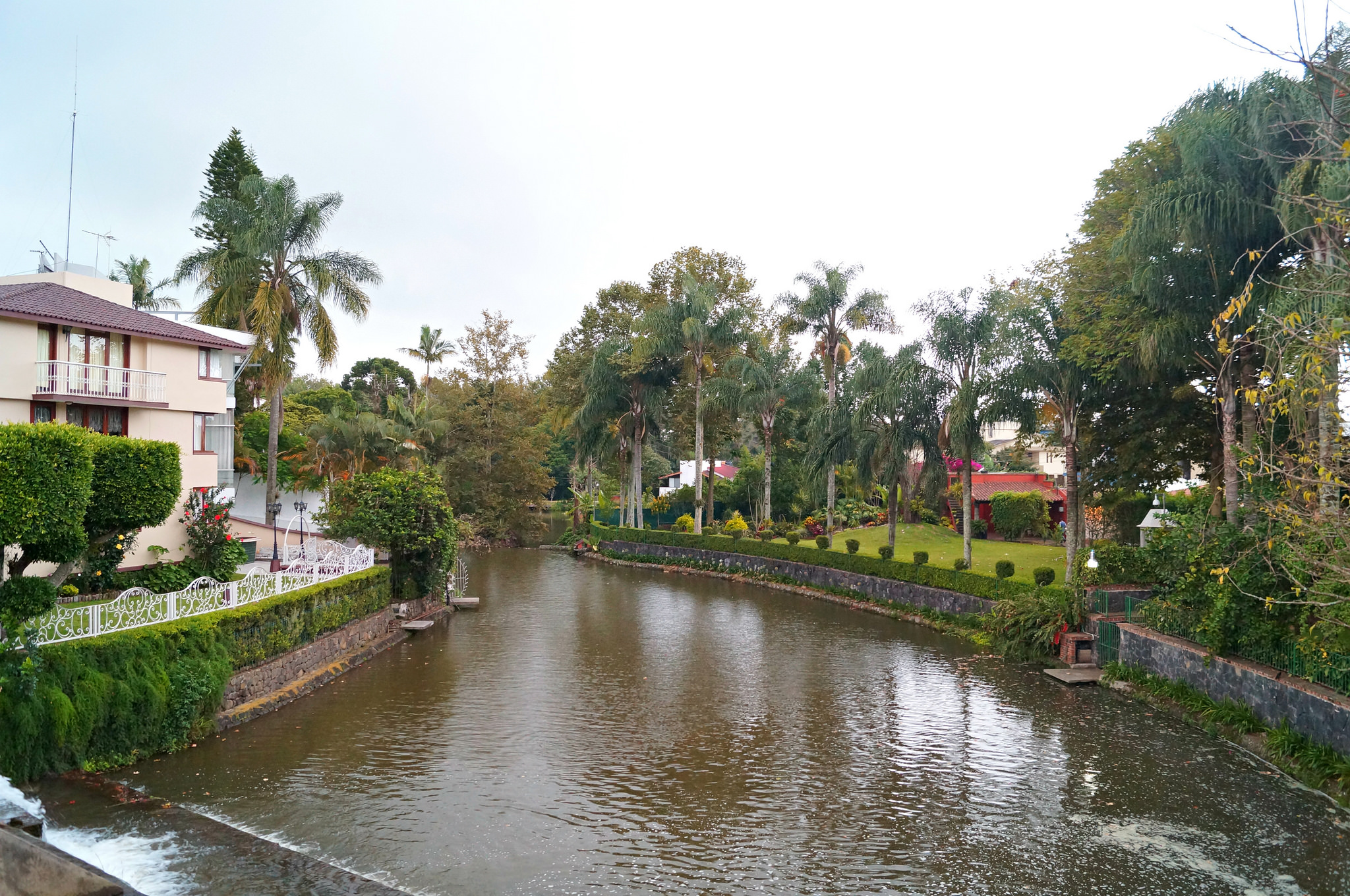
Künstlicher Teich mit Häusern im Stadtteil Las Animas

Bekanntere Gebiete innerhalb der Stadt sind das gehobenere Viertel Las Animas. Es handelt sich dabei um eine Region mit zahlreichen, von Bäumen umgebenen Einfamilienhäusern, welche oft eingezäunten Umschwung sowie eine begrünte Zufahrt haben.
Die Stadt entwickelt sich zurzeit südlich davon im Bereich Monte Magno als auch im Osten südlich der Avenida Chedraui Caram in Richtung des Dorfes El Castillo. Es ist dabei nur noch eine Frage von Jahren, bis die Stadt auch in diesem Bereich mit den anliegenden Gemeinden zusammenwächst.

### Nachbargemeinden
Xalapa als Stadt nimmt mit rund der Hälfte der Fläche und über 90 Prozent der Bevölkerung einen großen Teil des gleichnamigen Municipios Xalapa ein. Angrenzende Ortschaften der Stadt sind daher teilweise nicht mehr im selben Municipio. Die größten Nachbarorte der Stadt sind wie folgt (in Klammer das Municipio):
| Tlalnehuayocan (Tlalnehuayocan)     | Banderilla (Banderilla) | La Concepción (Jilotepec)                   |
| Guadelupe Victoria (Tlalnehuayocan) | Kompass                 | El Castillo (Xalapa)                        |
| Coatepec (Coatepec)                 | Pacho Viejo (Coatepec)  | Colonia Santa Bárbara/Lomas Verdes (Xalapa) |

Zudem befinden sich rund um Xalapa zahlreiche kleinere Siedlungen mit weniger als 250 Einwohnern.

## Geschichte

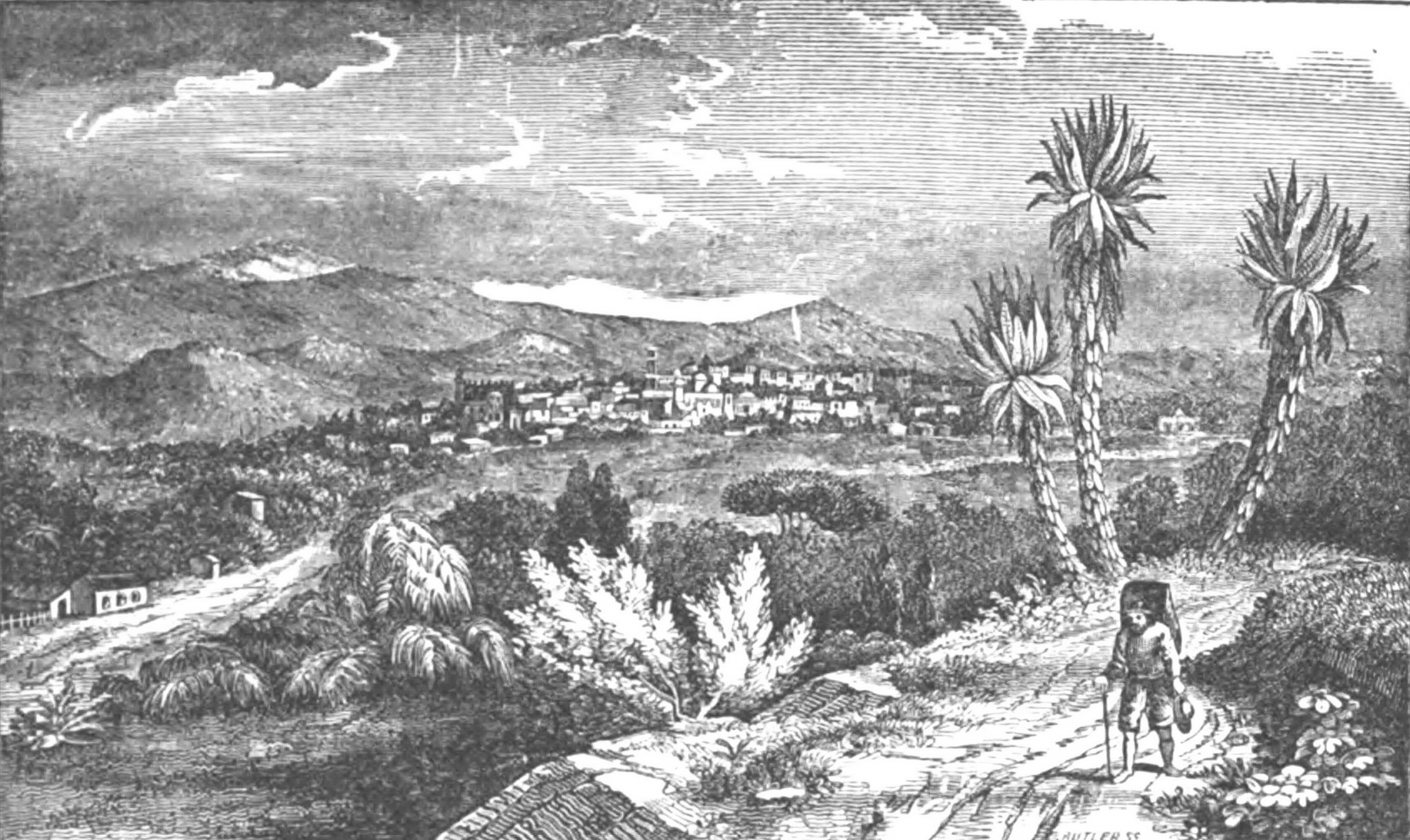
Zeichnung Xalapas aus dem Jahre 1847

### Anfänge des Ortes
Das genaue Datum der Gründung von Xalapa ist nicht bekannt. Nach Ansicht des Historikers Rivera Cambas fand sie 1313 statt, in einer Zeit, als auch Tenochtitlan gegründet wurde. Darüber, wer die ersten Bewohner Xalapas waren, streiten sich die Historiker. So wird von einigen angenommen, dass sich die Totonaken im Norden an den Hängen des Macuiltépetl niederließen, wo auch Überreste von ihnen gefunden wurden. Andere sind jedoch der Meinung, dass das Volk der Tolteken ursprünglich dort lebte, bevor es auf die Halbinsel Yucatán zog.
Fest steht jedoch, dass sich Xalapa schließlich aus der Ansiedlung von mehreren Völkern bildete. Im 14. Jahrhundert gründeten vier indigene Gruppen unabhängig voneinander eine kleine Stadt. Diese Orte waren:
- Xallitic (im Sand), gegründet durch die Totonaken im Norden
- Techacapan (Fluss, der in den Steinen entspringt[16]), gegründet durch die Chichimeken im Osten
- Tecuanapan (Fluss der wilden Tiere), gegründet durch die Tolteken im Nordosten
- Tlalnecapan (Fluss der Lianen), gegründet durch die Teochichimeken im Südwesten

Im Jahr 1457 fielen die vier Orte an das Aztekenreich unter Moctezuma Ilhuicamina, dem fünften Aztekenkönig, als er in die Region von Cotaxtla und Zempoala vorstieß. Die zuvor vier unabhängigen Orte wurden unter dem Namen Xallapan zusammengefasst. Xallapan verblieb fortan unter aztekischer Herrschaft, die Namen der ehemaligen Ortschaften existieren teilweise bis heute als Quartiernamen weiter.

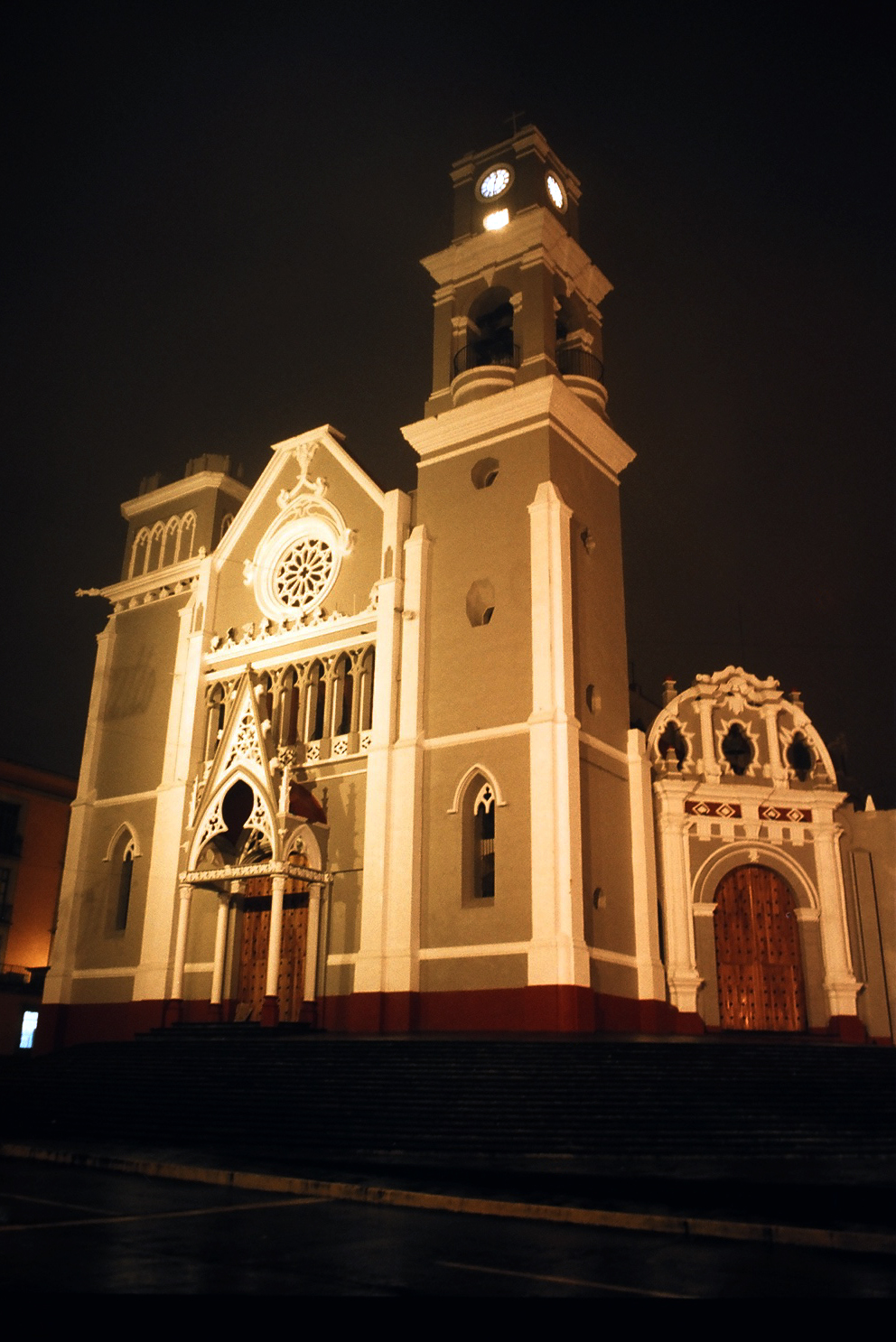
Die Kathedrale von Xalapa bei Nacht

### Ankunft von Hernán Cortés
Xallapan stand immer noch unter der Herrschaft der Azteken, als Hernán Cortés auf seinem Feldzug gegen Tenochtitlan (heute Mexiko-Stadt) am 17. August 1519 das alte Xalapa erreichte. Der Conquistador befahl nach seinem Einmarsch, eine katholische Kirche für die Ortschaft zu errichten. Seinem Wunsch kam man erst 1641 mit dem Vorläuferbau der Catedral Metropolitana de Xalapa nach.
Bereits früher, nach dem Abschluss der Eroberung Mexikos, strebten die spanischen Ordensleute die Bekehrung der lokalen Bevölkerung zur christlichen Religion an. Zu diesem Zweck wurde in Xalapa 1555 der Convento de San Francisco (Kloster von San Francisco) auf dem Gebiet des heutigen Parque Juárez gegründet. Ab 1560 gingen aus dem Konvent zahlreiche Missionare hervor, die Coatepec und andere umliegende Ortschaften bekehrten.
Die Spanier zerstörten in der Folge die bestehenden Tempel und ersetzten diese mit Kirchen. So entstanden die katholischen Kirchen El Calvario in Xallitic, San José de la Laguna in Techacapan und Santiago in Tlalnecapan. Zudem wurde unabhängig davon im Zentrum der Vorläufer der heutigen Kathedrale von Xalapa (Catedral Metropolitana de Xalapa) erbaut, welche heutzutage Kathedrale des Erzbistums Jalapa ist.
Mit der Eroberung der Stadt durch die Spanier nahm die Bevölkerungszahl zu. Xalapa stellte zu dieser Zeit einen Halt auf dem Weg von Mexiko-Stadt zum Hafen von Veracruz dar. Mit der Eröffnung des Weges via Orizaba verlor Xalapa als Transitort an Bedeutung. Dies hatte zur Folge, dass die Bevölkerungszahl im 17. Jahrhundert praktisch gleich blieb.

### Wachstum
Dies änderte sich im 18. Jahrhundert. Ab 1720 wurde regelmäßig die Feria de Xalapa (Xalapa-Messe) organisiert, welche der Stadt einen Zustrom an Händlern und Verkäufern bescherte. In der Folge ließen sich immer mehr Familien spanischer Herkunft in der Stadt nieder. 1760 wurde die Bevölkerungszahl von 1.000 Einwohnern überschritten.
In der Folge entwickelte sich Xalapa immer mehr zu einem wichtigen Zentrum für Handel und Kultur. Am 18. Mai 1784 ließ José María Alfaro, eigentlich verantwortlich für die Reparatur der Uhr der Kathedrale von Xalapa, den ersten Luftballon auf dem amerikanischen Kontinent steigen. Er hob im Parque Los Berros ab, bevor ihn der Wind bis Coatepec trug. Er erreichte dabei eine maximale Höhe von 800 Metern über Boden und legte bis zur Landung rund neun Kilometer zurück. Dies geschah rund sechs Monate nach der ersten erfolgreichen Ballonfahrt in Europa durch die Gebrüder Montgolfier. Nach Alfaro ist heute eine Straße im Zentrum Xalapas benannt.
Mit dem Wachstum des Ortes wurde Xalapa schließlich am 18. Dezember 1791 durch Karl IV. zur Stadt nach spanischem Recht (Villa) ernannt. Der Ort erhielt das bis heute gültige Wappen.
1804 erreichte der deutsche Naturforscher Alexander von Humboldt Xalapa und nannte sie die Stadt der Blumen. Bis heute ist dies beziehungsweise eine Abwandlung davon („Xalapa florece!“) der Werbespruch der Stadt.

### Mexikanische Unabhängigkeit und Hauptstadt
Zu Beginn des 19. Jahrhunderts wurde Xalapa zum Schauplatz von politischen Ereignissen, die den Vorläufern der mexikanischen Unabhängigkeit zuzuordnen sind. So beriet der Politiker Diego Leño aus Xalapa Francisco Primo de Verdad y Ramos und Juan Francisco Azcárate y Ledesma, welche als Wortführer 1808 versuchten, zusammen mit dem Vizekönig von Neuspanien, José de Iturrigaray, eine von Spanien unabhängige Regierung in Mexiko-Stadt einzurichten. Als Ergebnis der Ereignisse wurde Iturrigaray aus dem Amt entfernt. Diego Leño beherbergte den abgesetzten Iturrigaray auf seinem Weg zum Fort San Juan de Ulúa in Xalapa.
Am 20. Mai 1821, rund vier Monate vor der Vollstreckung der mexikanischen Unabhängigkeit wurde Xalapa durch die Truppen von Antonio López de Santa Anna angegriffen, welcher zu dieser Zeit für den Rebellenführer Agustín de Iturbide und die Loslösung von Spanien kämpfte. Er zwang den spanischen Verwalter in Xalapa, Juan Horbregoso, die Stadt der Unabhängigkeitsbewegung zu überlassen.
Unter dem ersten Präsidenten Mexikos, Guadalupe Victoria, wurde in Xalapa am 9. Mai 1824 die erste Regierung des Bundesstaates Veracruz errichtet. Xalapa wurde somit Hauptstadt des Bundesstaates, wenn auch noch nicht definitiv. Wenige Jahre darauf, am 29. November 1830, erklärte man Xalapa offiziell zur Stadt. 1843 gründete Antonio María de Rivera das Colegio Nacional de Xalapa, die erste Schule ihrer Art, welche bis heute in der Calle Benito Juárez als Gymnasium existiert.

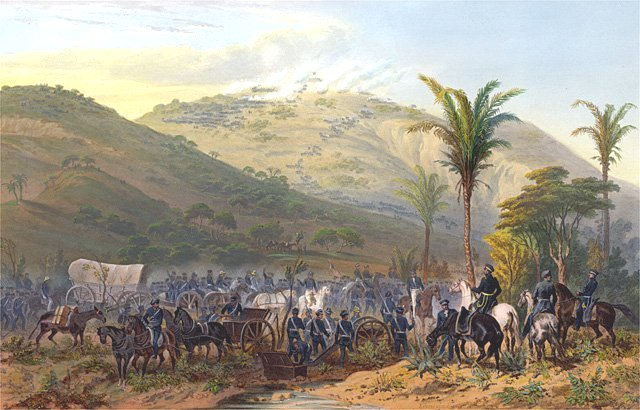
Die Schlacht von Cerro Gordo, hier dargestellt von Carl Nebel, fand in südlich von Xalapa während des Mexikanisch-Amerikanischen Krieges statt

### Invasion der Amerikaner und Intervention der Franzosen
Im Zuge des Mexikanisch-Amerikanischen Krieges landeten nordamerikanische Truppen am 9. März 1847 unter General Scott fünf Kilometer südlich des Hafens von Veracruz mit der bis dahin größten amphibischen Landung in der Geschichte der US Navy. Ende März konnte die Hafenstadt eingenommen werden. Am 8. April rückte eine erste Gruppe unter David E. Twiggs mit 2.600 Mann Richtung Xalapa vor und stieß vier Tage später in einem Scharmützel auf eine 12.000 Mann starke Armee unter General Santa Anna. Zwei Tage später erreichte ihn Scott mit Verstärkungen, die die Armee auf 8.500 Mann brachten. Scott und Santa Anna trafen schließlich am 18. April 1847 in der Schlacht von Cerro Gordo aufeinander, wobei die Mexikaner vernichtend geschlagen wurden. Tags darauf, am 19. April 1847 rückten die amerikanischen Truppen in Xalapa ein.
Besonderes Aufsehen erregte die Geschichte von Ambrosio Alcalde und Antonio García, welche sich gegen die Invasion der Amerikaner stellten. Alcalde und García kämpften bereits Ende März in der Stadt Veracruz, wurden gefangen genommen und dennoch freigelassen, als sie sich den Waffen abschworen. Gleichwohl fielen sie kurz darauf bei einem Kampf in der Nähe von Teocelo erneut in die Hände der Amerikaner. Beide wurden am 24. November 1847 durch einen Kriegsrat in Xalapa zum Tode verurteilt und hinter der Iglesia San José erschossen. Heute erinnert ein Obelisk an ebendieser Stelle in der heutigen Calle Alcalde y García an die beiden Soldaten.
Während Mexiko durch die Kriegswirren mit Amerika geschwächt war, landeten Anfang 1862 französische Truppen in Veracruz. Nach diversen Schlachten in Puebla und Orizaba besetzten die Franzosen Xalapa im November 1862. 1865 übernachtete der neue Kaiser des Zweiten Kaiserreiches Mexikos, Maximilian von Habsburg, auf seinem Weg von Veracruz nach Mexiko-Stadt in Xalapa. Nach dem Tod Maximilians am 19. Juni 1867 wurde nach langen Verhandlungen sein konservierter Leichnam für die Überführung nach Österreich-Ungarn freigegeben. So traf sie am 27. November in Xalapa ein und wurde zunächst in der Kaserne von San José und später in der Kirche San José aufgebahrt. Am nächsten Tag wurde die Leiche in Veracruz verschifft.

### Fortschritt unter Juan de la Luz Enríquez

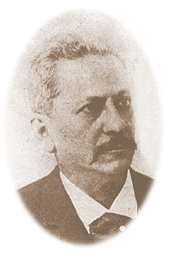
Juan de la Luz Enríquez’ Verdienste in Xalapa führten dazu, dass die Stadt heute den Annex „Enríquez“ trägt

Im Zuge der Kriegswirren hatte Xalapa den Status als Hauptstadt des Bundesstaates Veracruz in der Zwischenzeit wieder verloren. Im Jahr 1885 übertrug General Juan de la Luz Enríquez, Gouverneur des Bundesstaates Veracruz, der Stadt Xalapa wieder die politischen Rechte der Hauptstadt; ein Status, welcher zuvor Orizaba innehatte. Im darauffolgenden Jahr gründete Enríquez zusammen mit dem aus Kreuzlingen stammenden Enrique Rébsamen die Escuela Normal als erstes Lehrerseminar seiner Zeit. Diese Ausbildungsstätte revolutionierte unter Rébsamen in der Folge das mexikanische Bildungswesen.
In der Amtszeit von Enriquez wurde das Gebäude des ehemaligen Klosters San Francisco abgerissen und an derselben Stelle der Parque Juárez errichtet. Im Juni 1890 wurde die Bahnlinie von Xalapa via Coatepec nach Teocelo mit der Ankunft der ersten Lokomotive eröffnet. Diese Linie hätte unter der Konzession von Jalapa Railroad and Power Co. (JRR&PC) ursprünglich bis nach Córdoba geführt werden sollen. Die Bahnstrecke, bekannt als el piojito, wurde in den 1940er-Jahren durch den Bus ersetzt. Lediglich ein Lokomotiven-Denkmal im Stadtteil Los Sauces erinnert heute an die damalige Bahnstrecke.
Mit dem Tod von Juan de la Luz Enríquez am 17. März 1892 wurde die Umbenennung Xalapas in die Wege geleitet. Per Dekret ergänzt man den Stadtnamen am 30. März mit de Enríquez.

### Xalapa in der Moderne
Unter der Regierung von Gouverneur Teodoro Dehesa Méndez eröffnete 1901 die Ferrocarril Interoceánico de México. Xalapa erhielt so einen Bahnanschluss ans Meer. Heutzutage werden jedoch auf der Strecke nur noch Güter befördert. Dennoch stellt die Bahnstrecke bis heute nebst derjenigen via Orizaba eine wichtige Verbindung für die Industrie um Puebla zum Hafen von Veracruz dar.
Im Jahr 1904 wurde die öffentliche Beleuchtung in der Stadt eingeführt.
Am 3. Januar 1920 erschütterte ein starkes Erdbeben die Stadt. Das Beben mit einer Stärke von 6.4 auf der Richterskala verursacht zahlreiche Schäden, zerstört mehrere Gebäude und kostet rund 650 Menschenleben.
Während der mexikanischen Revolution fiel Xalapa im Dezember 1923 in die Hände der Truppen unter dem Kommando von Guadalupe Sánchez. Weitere nennenswerte Vorkommnisse während dieser Phase des Umbruchs sind jedoch nicht bekannt.
In der Amtszeit von Gouverneur Heriberto Jara Corona wurde die Infrastruktur in Xalapa ausgebaut. Unter anderem wurde 1926 das Estadio Xalapeño (Stadion von Xalapa) befestigt und eröffnet. Es trägt heute den Beinamen des Gouverneurs.

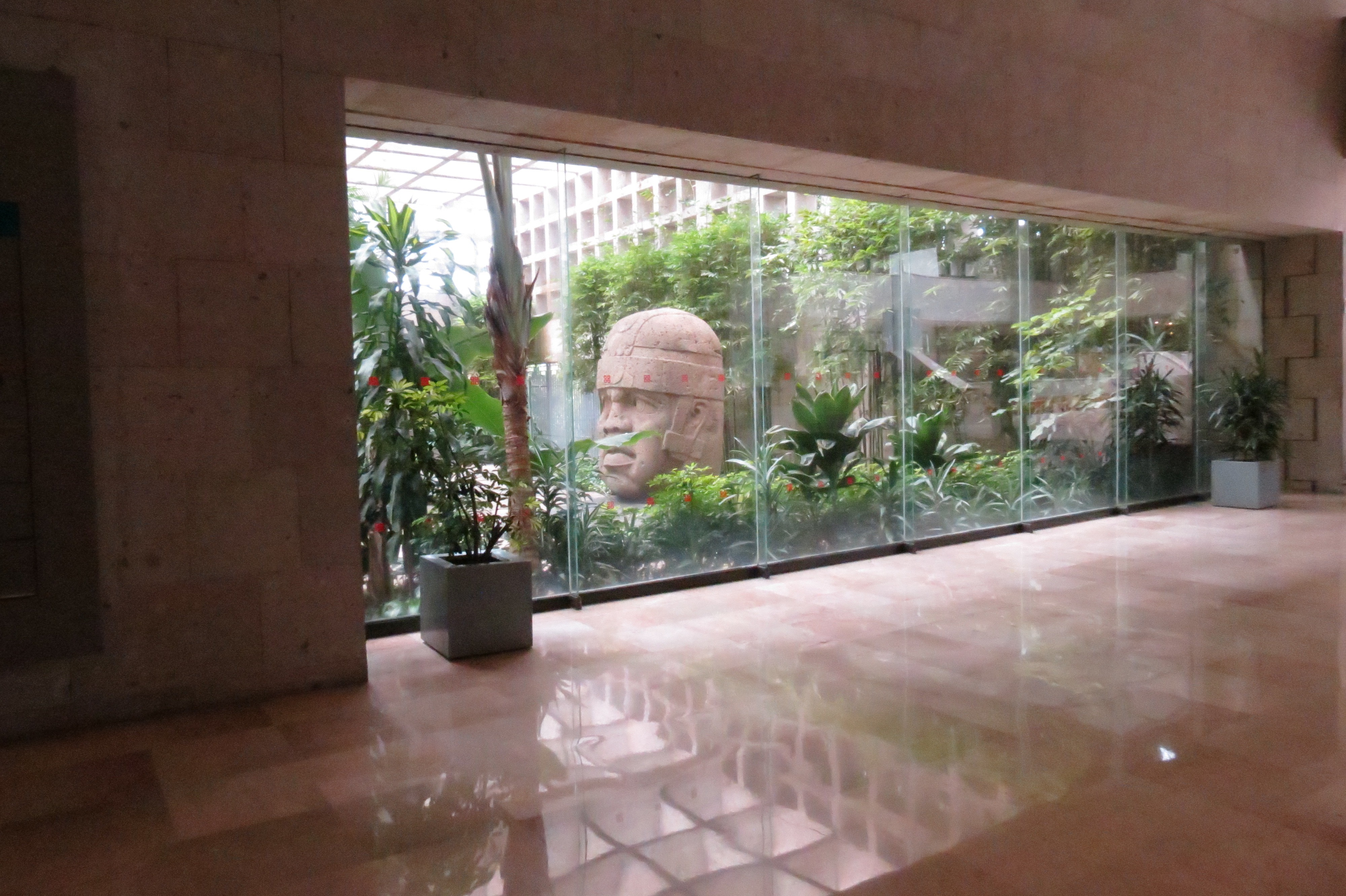
Ausstellungsstück im Museo de Antropología de Xalapa

Der ursprünglich 1885 erbaute Regierungspalast (Palacio del Gobierno) wurde in den 1930er-Jahren nach Westen erweitert. 1956 wurde zudem das neue Rathaus (Palacio Municipal) eröffnet. Am 11. September 1944 wurde die Universidad Veracruzana als staatliche Hochschule gegründet. Sie bildet zurzeit knapp 60.000 Studierende in zahlreichen Fächern aus und gehört zu den renommiertesten Universitäten Mexikos.
1960 eröffnete das Museo de Antropología de Xalapa (MAX) unter Adolfo López Mateos in seiner heutigen Form. 1986 wurde der neue treppenähnliche Bau im Norden der Stadt bezogen. Das Museum gehört zu den sehenswertesten archäologischen Museen des Landes und beherbergt – neben den Museen von Mexiko-Stadt und Villahermosa – die umfangreichste Sammlung zum Kulturbereich der Olmeken.
1982/1983 wurde mit dem Plaza Crystal das erste Shopping Center der Stadt eingeweiht. Das Center bildete die erste derartige Investition der Chedraui-Lebensmittelkette in Immobilien und Shopping Center. Es existiert bis heute an der Kreuzung Lázaro Cárdenas und Calle Antonio Chedraui Caram.
Im Jahr 1990 wurde mit der Eröffnung der Central de Autobuses de Xalapa (CAXA) die städtische Haltestelle für den Fernbusverkehr zentralisiert. Zuvor waren die jeweiligen Busunternehmen mit eigenen Haltestellen auf dem Stadtgebiet präsent.
2014 war Veracruz Austragungsort der Zentralamerika- und Karibikspiele. Dabei wurden auch Sportwettkämpfe in Xalapa ausgetragen, wobei diverse Sportstätten zu diesem Zweck renoviert beziehungsweise neu erbaut wurden.

### Entwicklung des Namens Xalapa
Der Name Xalapas entwickelte sich im Laufe der Zeit: Ursprünglich hieß die Stadt Xallapan, eine Kombination der beiden Nahuatl-Wörter Xalli (Sand) und Apan (Ort des Wassers), was zusammen in ungefähr mit „Wasserlauf im Sand“ übersetzt werden kann. In der Kolonialzeit wurde Xallapan zu Jalapa hispanisiert. 1892 wurde die Stadt offiziell zu Ehren von Juan de la Luz Enríquez (von 1884 bis 1892 Gouverneur des Bundesstaates Veracruz) zu Jalapa de Enríquez umbenannt. Im Jahre 1978 dekretierte Veracruz die Schreibung mit X, somit hieß die Stadt fortan offiziell Xalapa de Enríquez. Heute wird für die Stadt größtenteils der Name Xalapa verwendet. In offiziellen Dokumenten hat sich die Schreibweise Xalapa-Enríquez verbreitet, um Verwechslungen mit dem praktisch deckungsgleichen Municipio Xalapa zu vermeiden.

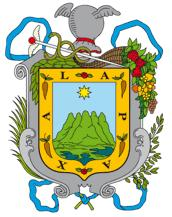
Wappen der Stadt

### Wappen
Das Wappen der Stadt Xalapa zeigt in der Mitte eine Reihe von fünf Hügeln, die unter anderem den erloschenen Vulkan Macuiltépetl im Stadtzentrum von Xalapa darstellen. Über den fünf Hügeln befindet sich ein heller Stern, der für das freundliche, friedliche und gemäßigte Klima der Stadt stehen soll. Um das Zentrum herum befindet sich ein Streifen mit den Buchstaben von Xalapa im Wechsel mit den Wurzeln und Blüten der Wunderblume (Mirabilis jalapa), einer Pflanze, welche zur damaligen Zeit in Europa wegen ihrer medizinischen Eigenschaften geschätzt wurde. Die Lagune und der Sand schließlich stellen das Dorf so dar, wie es 1791 war.
Im oberen Teil des Schildes befinden sich weitere Elemente, so der Helm und der Caduceus des Merkurs als Symbol für den Handel zwischen den Nationen Europas und Amerikas. Das Füllhorn von Amaltheia mit den Blumen und Früchten repräsentiert die Fülle und die Schönheit des Ortes.
Das Wappen wurde Xalapa durch den spanischen König Karl IV. am 18. Dezember 1791 in Madrid verliehen. Dies geschah auf Antrag von Juan Vicente de Güemes, der zum damaligen Zeitpunkt als Vizekönig von Neuspanien amtierte.

## Bevölkerung

### Einwohnerkennzahlen
Im Jahr 2010 hatte die Stadt Xalapa nach Angaben der INEGI-Volkszählung 424.755 Einwohner. Gegenüber 2005 entspricht das einem Wachstum von 9,5 Prozent (2005: 387.879 Einwohner). Das Geschlechterverhältnis ist mit 227.195 Frauen (53,4 Prozent) und 197.560 Männern (46,5 Prozent) relativ ausgeglichen. Die Bevölkerungspyramide ähnelt derjenigen eines Tannenbaums. Dies ist auf die Attraktivität der Stadt als Universitätsstadt zurückzuführen. Die Bevölkerung der Stadt lebt insgesamt in 114.173 Häusern. Dank der Größe Xalapas übt die Stadt eine starke Zentrumsfunktion auf die umliegenden Gemeinden aus. Innerhalb der Stadtgrenzen leben knapp 93 Prozent aller Einwohner des Municipios Xalapa. Gleichzeitig ist die Stadt im Norden nahtlos mit Banderilla und im Süden mit Lomas Verdes und Santa Bárbara zusammengewachsen. Mit diesen und den weiteren umliegenden Agglomerationsgemeinden leben in der Zona Metropolitana de Xalapa zusammen geschätzt knapp 700.000 Personen.

| Jahr          | 1950   | 1960   | 1970    | 1980    | 1990    | 1995    | 2000    | 2005    | 2010    |
| Einwohnerzahl | 51.169 | 66.269 | 122.377 | 204.594 | 279.451 | 336.632 | 373.076 | 387.879 | 424.755 |
| Quelle        | [ 27 ] | [ 27 ] | [ 27 ]  | [ 27 ]  | [ 27 ]  | [ 27 ]  | [ 28 ]  | [ 27 ]  | [ 27 ]  |

### Erzbistum Jalapa
Xalapa ist auch kirchlich gesehen ein wichtiger Ort im katholischen Mexiko. Das Erzbistum Jalapa wurde am 19. März 1863 durch Papst Pius IX. aus Gebietsabtretungen der Bistümer Antequera und Tlaxcala als Bistum Veracruz-Jalapa errichtet. Am 29. Juni 1951 erhob Papst Pius XII. das damalige Bistum zum Erzbistum. Acht Jahre später gab das Erzbistum Veracruz-Jalapa Teile seines Territoriums zur Gründung des Bistums San Andrés Tuxtla ab. Das Erzbistum Veracruz-Jalapa wurde am 9. Juni 1962 in Erzbistum Jalapa umbenannt. Gemäß Erhebungen (Annuario Pontificio) sind 94,8 Prozent der Einwohner Xalapas Katholiken.

## Wirtschaft

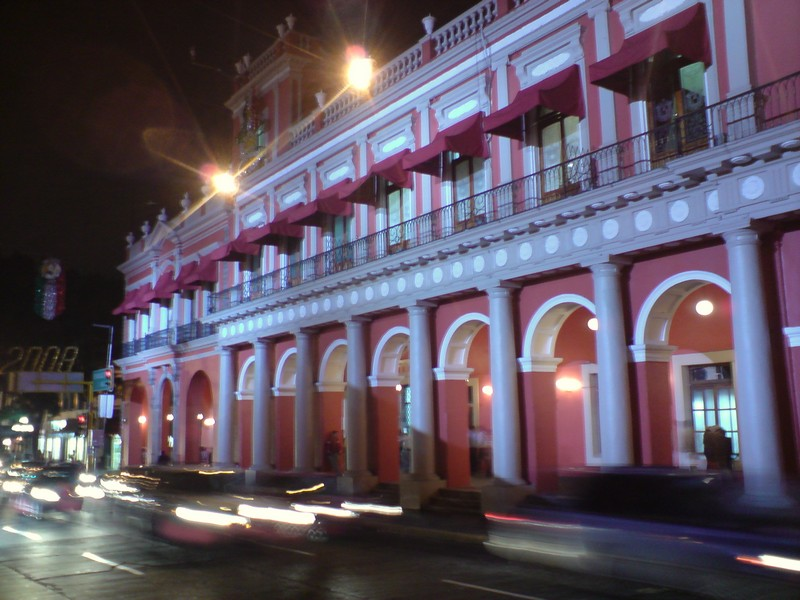
Regierungspalast des Bundesstaates Veracruz im früheren Anstrich

### Primäre Wirtschaftszweige
Dank seiner Zentrumsfunktion besitzt Xalapa einen großen Dienstleistungssektor. Außerdem ist die Stadt Sitz zahlreicher Behörden und Bildungsinstitutionen des Bundesstaates Veracruz und ebendieser einer der größten Arbeitgeber. Nach Erhebungen (2015) sind 80,9 Prozent im Dritten Sektor beschäftigt. Nur 15,7 Prozent sind im Sekundärsektor sowie 1,6 Prozent im Primärsektor tätig.
Xalapa wird oft als Ciudad de las Flores (Blumenstadt) bezeichnet. Pflanzen spielen entsprechend eine wichtige Rolle in der lokalen Wirtschaft. Die Region um Xalapa ist aufgrund des Klimas einer der wichtigsten Orte für die Kaffeeproduktion in Mexiko und Kaffeebohnen wurden und werden sowohl auf kleinen Betrieben als auch auf großen Anwesen in den umliegenden Bergen angebaut. Gemäß Erhebungen von 2014 werden 1.962 Hektaren für landwirtschaftliche Erzeugnisse verwendet. Davon entfallen 1.345 Hektaren auf Kaffee. Des Weiteren werden die Flächen mit Zuckerrohr und Mais bewirtschaftet. Schließlich ist zu einem kleineren Teil die Tabakindustrie mit dem Prozess der Zigarettenherstellung in der Region vertreten. Auch werden lokal tropische Früchten angebaut. Rund 4.300 Hektar sind der Viehzucht gewidmet, größtenteils für die Aufzucht von Schweinen und Rindern.
Die Arbeitslosigkeit betrug 2015 total 3,6 Prozent.

### Bekannte Unternehmen
Diverse Unternehmen sind in Xalapa vertreten. So stammt die mexikanische Supermarktkette Chedraui aus Xalapa, wo sie bis heute ihren Hauptsitz hat. Zwischen Xalapa und Coatepec befindet sich außerdem ein Werk des Lebensmittelherstellers Nestlé.

## Infrastruktur

### Verkehr

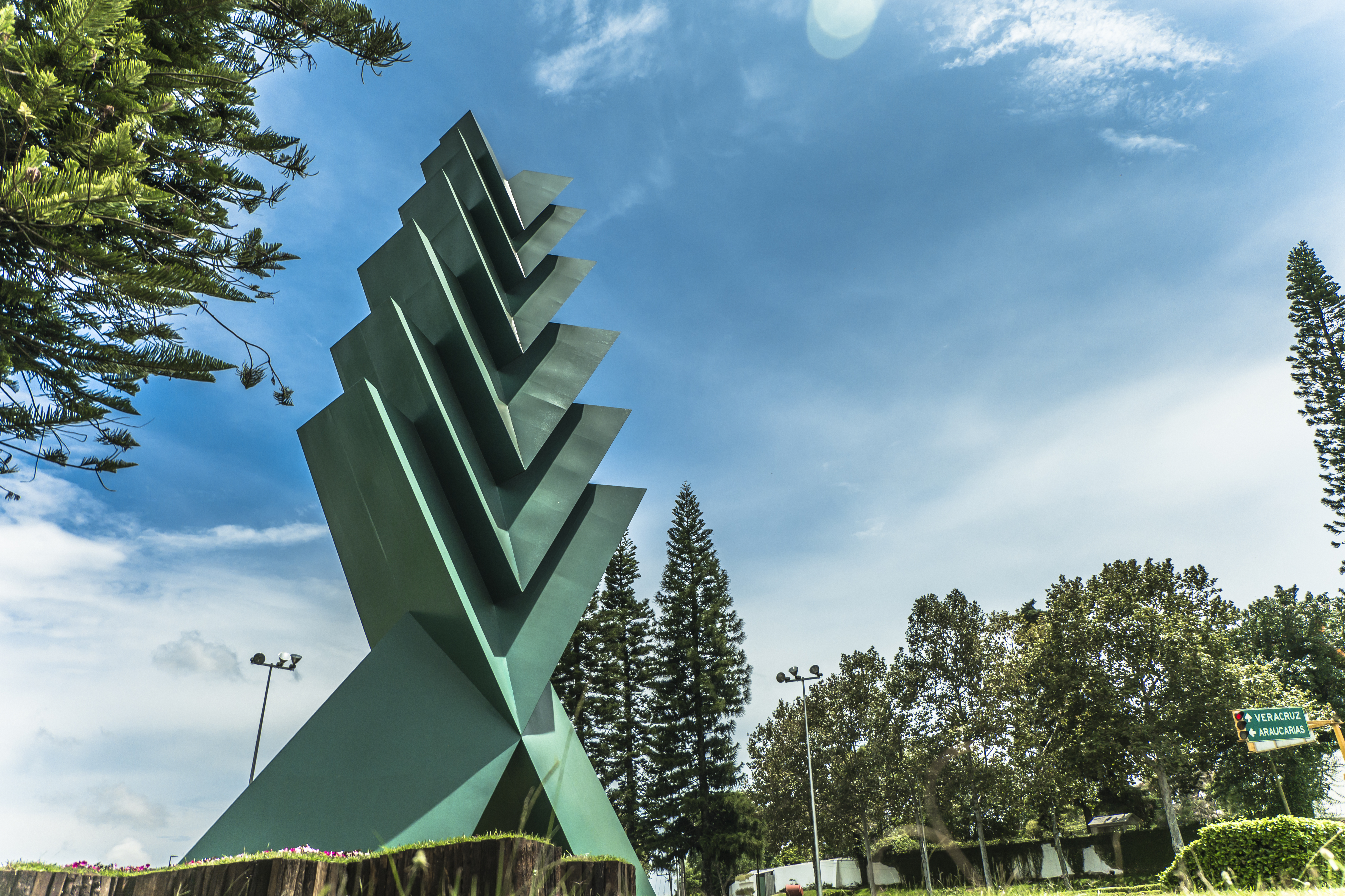
Die Araucarias-Skulptur beim Beginn der 20 de Noviembre symbolisiert gleichzeitig das X des Stadtnamens

#### Individualverkehr
Xalapa liegt an der Hauptverkehrsachse MEX-140D, welche die Hafenstadt Veracruz mit Puebla auf dem mexikanischen Hochland verbindet. Veracruz kann so in rund 90 und Puebla in 140 Autominuten über Mautstraßen erreicht werden. Dank dem Libramiento de Xalapa wird seit Ende 2012 der zuvor durchs Stadtzentrum durchgeführte Verkehr auf der Achse Veracruz-Puebla im Osten großräumig um Xalapa herumgeführt.
Während der Teil der MEX-140D zwischen Veracruz und Xalapa bereits vor der Jahrtausendwende vollständig auf 4 Spuren ausgebaut wurde, führte der Verkehr ab Xalapa jahrelang durch die Stadt, durch die nördliche Nachbargemeinde Banderilla und danach über eine kurvige Bergstraße um den Cofre de Perote herum nach Perote. Diese Strecke war in der Region für ihre Steigung und ihre Wetterverhältnisse gefürchtet. So kam es pro Woche mehrmals zu tödlichen Unfällen, die auf die schwierigen Sichtverhältnisse oder auf Bremsversagen bei großen Lastwagen zurückzuführen waren. Die Straßenverbindung wurde in der Folge etappenweise ausgebaut. Ab Perote führte ab 2009 eine neue Mautautobahn durch die Sierra de Puebla nach Puebla. Ab 2012 wurde schließlich etappenweise die Verbindung von Xalapa nach Perote sowie schließlich auch die Umfahrung Xalapa für den Verkehr freigegeben.
Die Umfahrung Xalapa, auch Libramiento de Xalapa genannt, umfasst aufgrund der topografischen Gegebenheiten einige Kunstbauten. So überspannt beispielsweise die Puente Chiltoyac, auch Puente Viaducto Xalapa genannt, einen Geländeeinschnitt östlich der Stadt in der Nähe des Weilers Chiltoyac. Die Brücke ist mit einer Höhe von 120 Metern und einer Länge von 500 Metern (Spannweite: 145 Meter) die höchste Brücke des Bundesstaates Veracruz. In unmittelbarer Nähe steht außerdem die Puente Cimarrón, welche mit knapp über 90 Metern ähnlich imposante Masse besitzt. Die Umfahrungsstrasse weist mit dem Xaltepec-Tunnel außerdem ein kleines Tunnelbauwerk auf.
Kleinere Straßen verbinden Xalapa außerdem mit den umliegenden Gemeinden und Municipios. So führt der vierspurige Circuito Presidentes in den Bulevar Xalapa-Coatepec, welcher die Stadt gegen Südwesten mit Coatepec, Totutla sowie Huatusco und Córdoba verbindet. Gegen Osten verbindet die Avenida Chedraui Caram die Stadt mit den weiteren Gemeinden des Municipios Xalapa. Westwärts verlässt die Avenida Diamante die Stadt Richtung Guadalupe Victoria. All diese Straßen sind ausnahmslos mautfrei.

#### Öffentlicher Verkehr
Xalapa besitzt ein großes Busterminal der Gesellschaft ADO östlich des Stadtzentrums an der 20 de Noviembre (genannt CAXA). Von da aus führen zahlreiche Busverbindungen in alle Städte des Südens und Südostens Mexikos. Es werden täglich halbstündliche Verbindungen nach Veracruz und sogar Nachtfahrten bis Cancún angeboten. Außerdem wird Mexiko-Stadtteilweise mehrfach pro Stunde auf unterschiedlichen Linien und an unterschiedliche Terminals angefahren. Diese Reise dauert etwas mehr als vier Stunden.
Xalapa besitzt einen eigenen kleinen Flughafen El Lencero. Er befindet sich direkt an der Autobahn nach Veracruz 10 Kilometer südlich der Stadtgrenze auf einer Höhe von 950 Metern über Meer. Die Piste ist asphaltiert und 1700 Meter lang. Während zu besten Zeiten pro Jahr zwischen 10.000 und 14.000 Passagiere auf diesem Regionalflughafen abgefertigt wurden, nahm diese Zahl seither stetig ab. Zuletzt bot die Gesellschaft Aeromar direkte Flüge nach Mexiko-Stadt an, strich diese Verbindung aber 2017. Seither versuchen die Behörden, neue Verbindungen zu erschließen.
Der größere und zudem internationale Flughafen General Heriberto Jara von Veracruz liegt nur etwas mehr als eine Autostunde südöstlich von Xalapa. Von da führen Flüge in alle Landesteile Mexikos und nach Houston. Ab dem Busterminal von Xalapa gibt es täglich mehrere Shuttlebusse zu diesem Flughafen.
In Xalapa sind mehr als 5000 Taxis verschiedener Gesellschaften unterwegs. Manche haben auch Funk an Bord. Sämtliche Taxis sind weiß-grün lackiert. In Xalapa gibt es keine Taxameter, das heißt, dass der Fahrpreis vor Antritt der Fahrt zuerst ausgehandelt werden muss. Als Richtwert gelten die Zonenpläne der Taxigesellschaften.
In der Stadt verkehren Stadtbusse verschiedener Firmen und entsprechend verschiedenen Alters. Es werden aber immer mehr Busse erneuert, mit einer Displayanzeige und teilweise sogar mit Klimaanlage an Bord ausgestattet. Mit den Stadtbussen kann man praktisch überall innerhalb des Stadtgebietes hinfahren. Ab gewissen Orten verkehren auch Linien in die umliegenden Orte, so beispielsweise nach Coatepec, Xico, Teocelo usw. Mit einem mexikanischen Schülerausweis gibt es zudem Rabatte für die Fahrt.

### Bildung

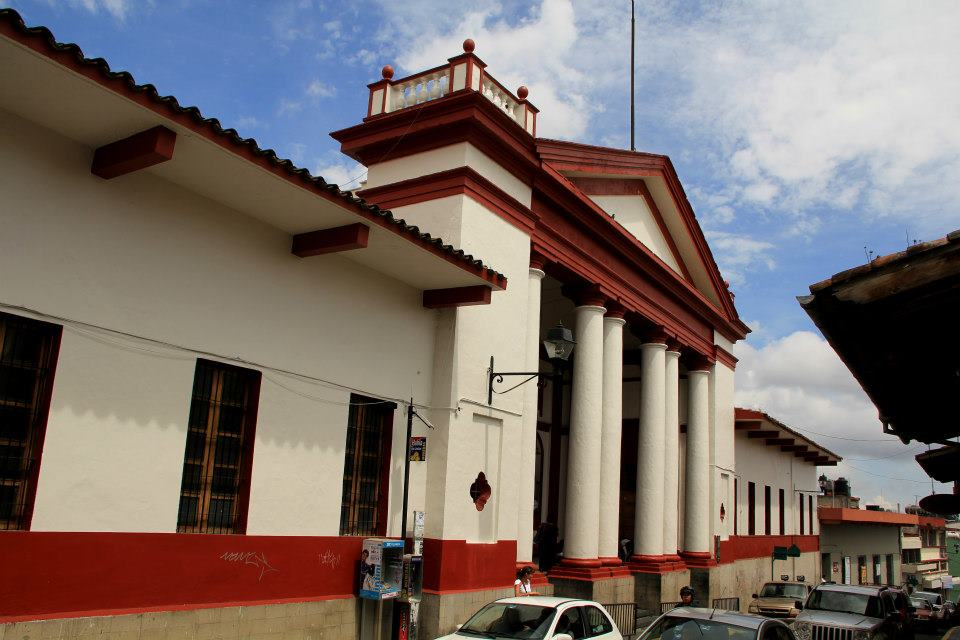
Die Primarschule Rébsamen ist nach dem Schweizer Auswanderer Enrique C. Rébsamen benannt

Auf dem ganzen Stadtgebiet von Xalapa gibt es insgesamt 926 akkreditierte Schulen (sowohl staatlich als auch privat). Darunter bieten 226 Schulen Bildung auf Stufe Primaria, 98 auf Stufe Secundaria und 87 auf Stufe Bachillerato an. Insgesamt 228.318 Schüler besuchten Unterricht bei 18.856 gemeldeten Lehrpersonen (Stand 2017/2018). Die Analphabetenrate bei Personen über 15 Jahren liegt bei 3,9 Prozent (2010).
Xalapa gilt als Universitätsstadt mit zahlreichen Bildungsmöglichkeiten. Insgesamt 48 private und staatliche Institutionen werben daher für Lehrgänge. Die wichtigsten Universitäten sind die folgenden:
- Universidad Autónoma Veracruzana (staatlich)
- Universidad de Xalapa (privat)
- Universidad Anáhuac Veracruz (privat), Campus Xalapa

Die Universidad Autónoma Veracruzana ist größte Universität in Xalapa und besitzt einen großen Campus mit See und eine Bibliothek von nationaler Bedeutung. Die Universität gilt als eine der renommiertesten Universitäten des Landes.

### Gesundheitswesen
Wie auch im gesamten Land teilt sich die Gesundheitsversorgung in einen staatlichen sowie einen privaten Teil. Die in Xalapa vertretenen staatlichen Institutionen im Gesundheitsbereich sind:
- Instituto Mexicano del Seguro Social IMSS,
- Instituto de Seguridad y Servicios Sociales de los Trabajadores del Estado ISSSTE,
- Secretaria de Salud SS

Im privaten Sektor versorgen folgende Institutionen die Bevölkerung von Xalapa mit Gesundheitsdienstleistungen:
- Sanatorio San Francisco
- Clínica del American Hospital
- Clínica de especialidades Las Palmas
- Vital Clínica Hospital
- Cruz Roja Mexicana
- Centro Médico de Xalapa
- Clínica Millenium
- Hospital Ángeles

Insgesamt arbeiten 1.211 Ärzte in Xalapa. Auf 1.000 Einwohner kommen so rund 2,5 Ärzte.

### Kultur

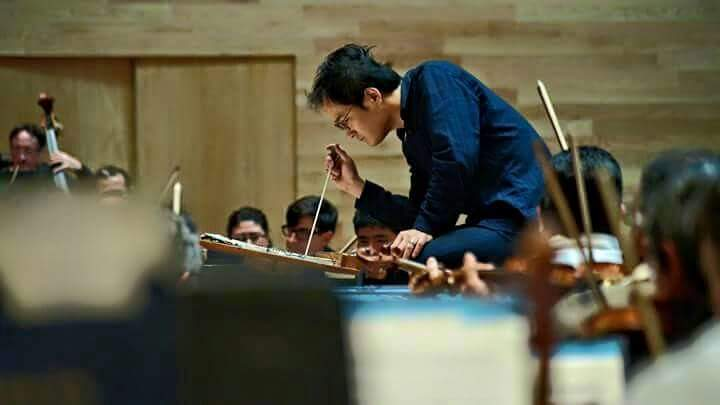
Szene der Orquesta Sinfónica Xalapa

National bekannt ist die Orquesta Sinfónica de Xalapa, welche seit 1975 Teil der Universidad Veracruzana ist. 1929 durch den damaligen Gouverneur des Bundesstaates Veracruz und späteren mexikanischen Botschafter in Paris, Wien und Madrid, Adalberto Tejeda Olivares, gegründet, ist es das älteste mexikanische Symphonieorchester. Während das erste Konzert noch im Teatro Lerdo stattfand, wechselte das Orchester später ins Teatro del Estado. Seit 2013 befindet sich die Spielstätte im eigens für das Orchester errichteten Centro Cultural Tlaqná auf dem Campus der Universidad Veracruzana.

### Sport
Sport besitzt in Xalapa aufgrund des hohen Bevölkerungsanteils junger Erwachsener einen verhältnismäßig großen Stellenwert. Die Universitäten führen spezielle Sportteams und partizipieren in nationalen Ligen. 2014 war Xalapa außerdem einer der zentralen Austragungsorte der Zentralamerika- und Karibikspiele.

#### Sportstätten
Im 2005 besaß die Stadt fast 300 öffentliche Sportplätze. Des Weiteren gibt es auf dem Stadtgebiet 12 Sporthallen und 7 Parks, welche öffentlich zugänglich sind. Eine der größeren Sportbauten der Stadt ist das ehemalige, heute von Privatpersonen frequentierte Leichtathletikstadion Heriberto Jara Corona, benannt nach dem ehemaligen mexikanischen Gouverneur Heriberto Jara Corona und heute auch oft Estadio Xalapeño genannt. Es befindet sich im südlichen Zentrumsbereich Xalapas im Universitätsviertel. Es wurde am 5. Mai 1922 eingeweiht und war bei den Zentralamerika- und Karibikspiele 2014 Austragungsort für diverse Leichtathletikwettbewerbe Der Complejo Deportivo Omega in unmittelbarer Nähe zum Estadio Xalapeño wurde als Ort für Badminton genutzt. Der Velódromo de Xalapa, ebenfalls für die Zweiradwettkämpfe der Zentralamerika- und Karibikspiele erbaut, wurde 2015 in ein Convention Center rückgebaut.
Im Westen der Stadt, an der Straße nach Coapexpan, befindet sich eine große Anlage für Pferdesport.

#### Basketball
Zeitweise war Xalapa für die Halcones UV Xalapa (später Halcones Xalapa, Falken von Xalapa) bekannt. Das Basketballteam, welches 2003 als Initiative der Universidad Veracruzana gegründet wurde und in Xalapa beheimatet war, spielte über Jahre hinweg in der obersten mexikanischen Liga der FIBA.
Die größten Erfolge der Halcones waren vier Meistertitel in der Liga Nacional de Baloncesto Profesional: so gewannen sie die Meisterschaft zum ersten Mal 2005, zwei Jahre nach der Gründung. Unter dem US-amerikanischen Trainer Lee Andrew Stoglin folgten zwei weitere Meistertitel 2007–2008 und 2008–2009. Unter Ángel Alfredo González Chávez (Mexiko) erreichten die Halcones den dritten Meistertitel in Folge im Jahre 2009–2010. Zeitweise spielten NBA-Größen wie Robert Traylor, Andre Laws oder Gustavo Ayón in Xalapa. Die Halcones erreichten 2012–2013 zum dritten Mal den zweiten Platz der Liga und stellen seither (Stand: 2019) zusammen mit vier Meisterschaftstiteln das erfolgreichste Team der Liga Nacional de Baloncesto Profesional.
In folgenden Jahre waren dennoch geprägt durch Schwierigkeiten und der Loslösung von der Universidad Veracruzana. Die Halcones UV Xalapa hießen fortan Halcones Xalapa. Am 14. August 2015 zog sich der Verein per sofort aus der Liga Nacional de Baloncesto Profesional zurück. Gründe dazu waren finanzieller Natur.

#### Weitere Sportarten
Unter dem Namen Halcones UV Football existiert eine weitere Initiative der Universidad Veracruzana für den Bereich American Football. Sie spielen auf nationalem Niveau in der Organización Nacional Estudiantil de Fútbol Americano.
Mit den 1943 gegründeten Chileros de Xalapa ist die Stadt in der überregionalen Liga Invernal Veracruzana in Baseball vertreten. Die Spielstätte ist (Stand: 2019) der Campo Deportivo Colon.

#### Sportpersönlichkeiten der Stadt
Bekannte Sportler aus Xalapa sind unter anderem die folgenden Personen:
- Armando Fernández, Wrestler mit Olympiateilnahmen in den Jahren 1992 und 1996
- Eulalio Ríos Alemán, Schwimmer
- Luis Hernández (* 1955), 10.000-Meter-Läufer mit einer Teilnahme in Montreal an den olympischen Sommerspielen 1976

Estadio Xalapeño im Laufe der Zeit
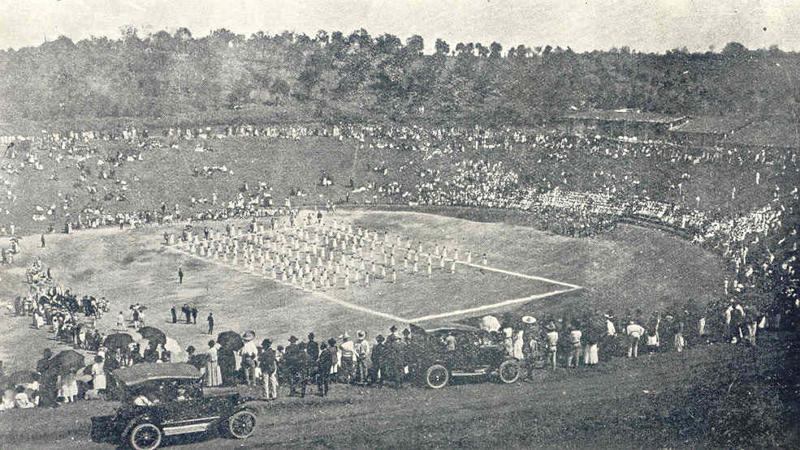
1922
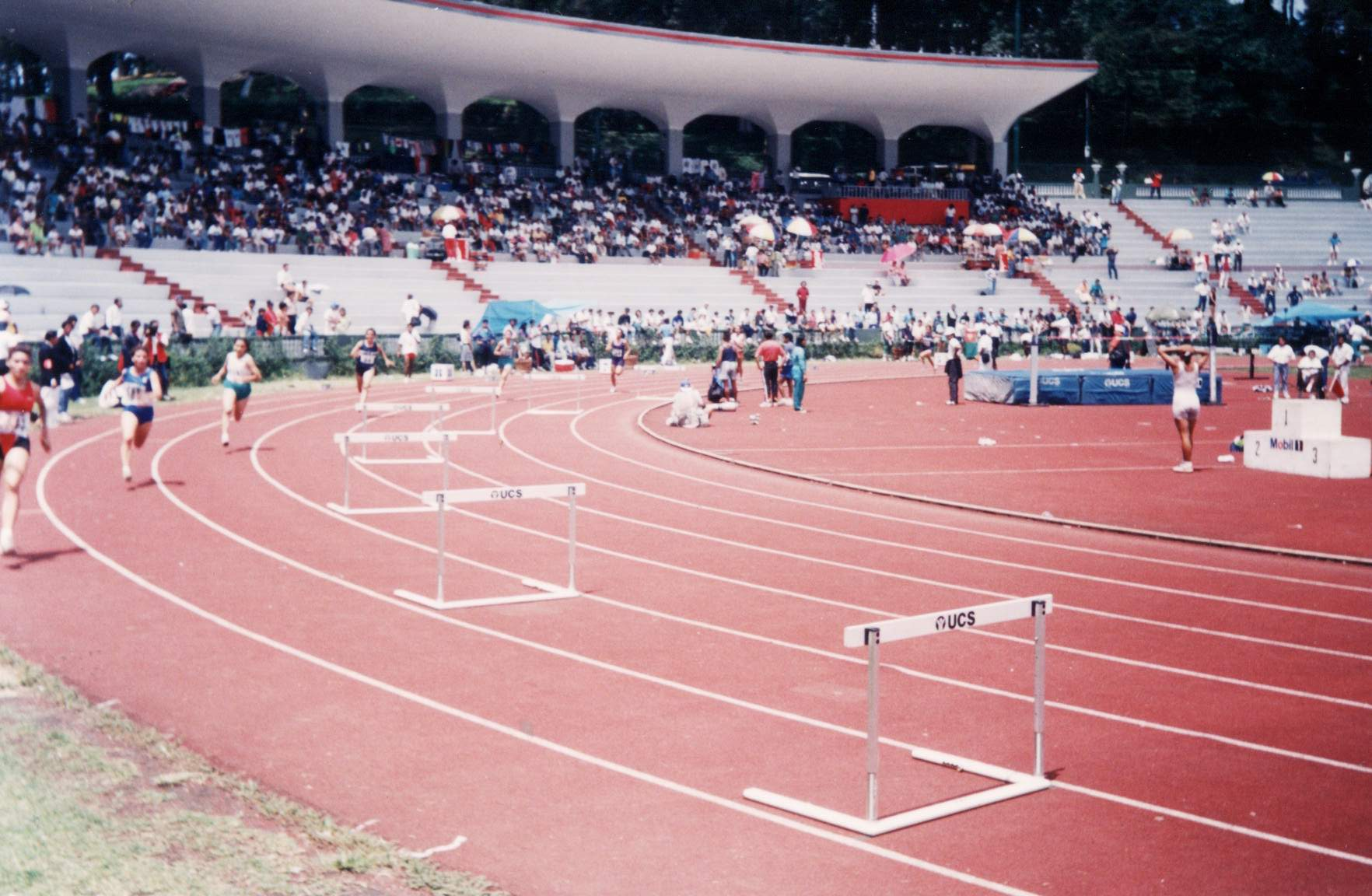
1991

### Medien
Xalapas bekannteste Zeitungen und Newsportale sind unter anderem Diario de Xalapa, Diario AZ, Diario el Portal de Xalapa, Diario la Opinión, Periodico Marcha, Periodico Al Calor Politico, Periodico Agronomica, Milenio und Lider.
Beliebter als die Zeitung in Mexiko sind die Radiostationen. In Xalapa gibt es Radiostationen verschiedener Musikstilrichtungen, welche über Mittelwellenrundfunk und UKW-Rundfunk senden. Die meisten konzessionierten Radiostationen gehören zwei großen Konglomeraten, der OlivaRadio sowie AvanRadio.

## Sehenswürdigkeiten

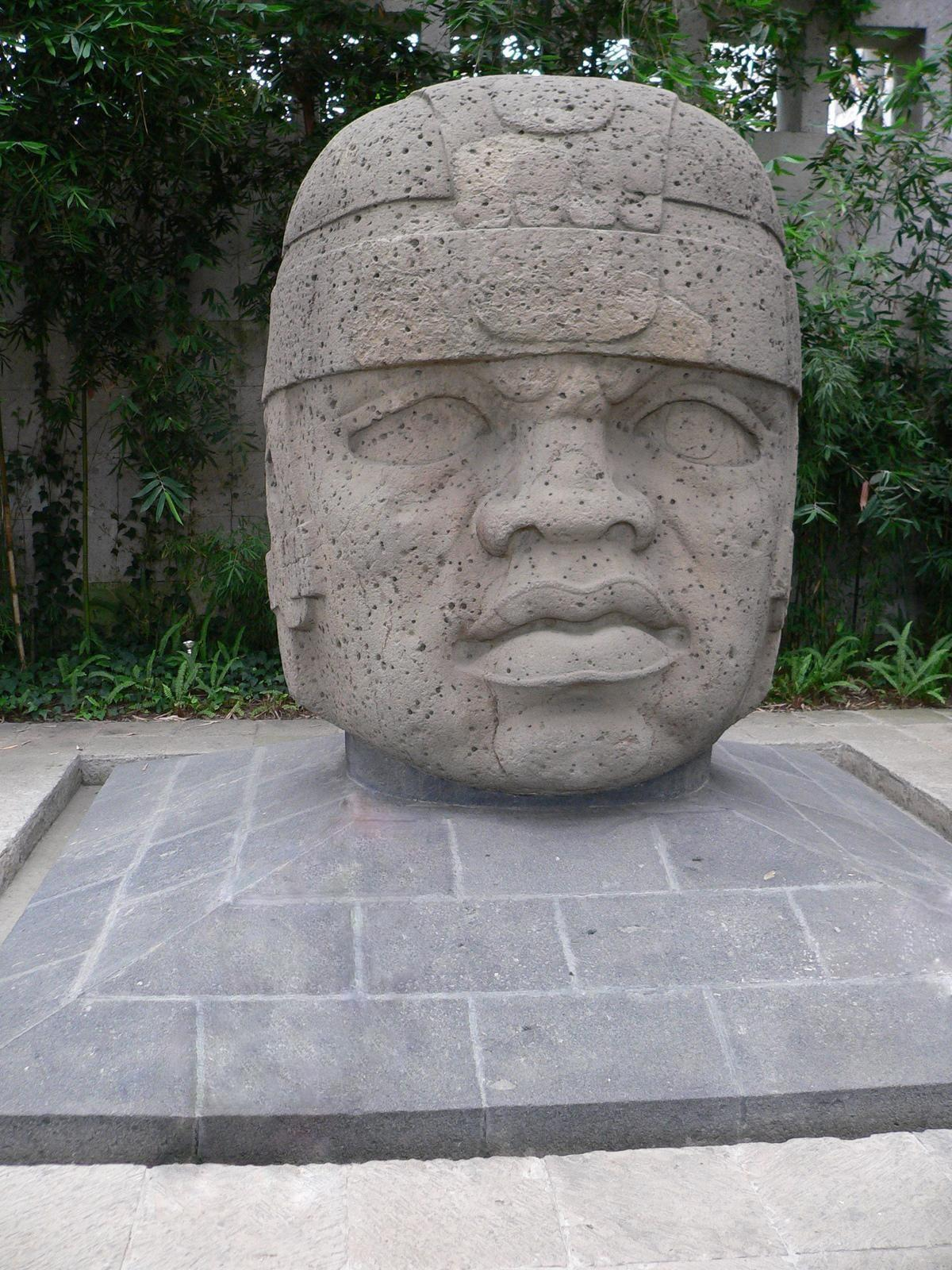
Olmekenkopf im Museo de Antropología de Xalapa

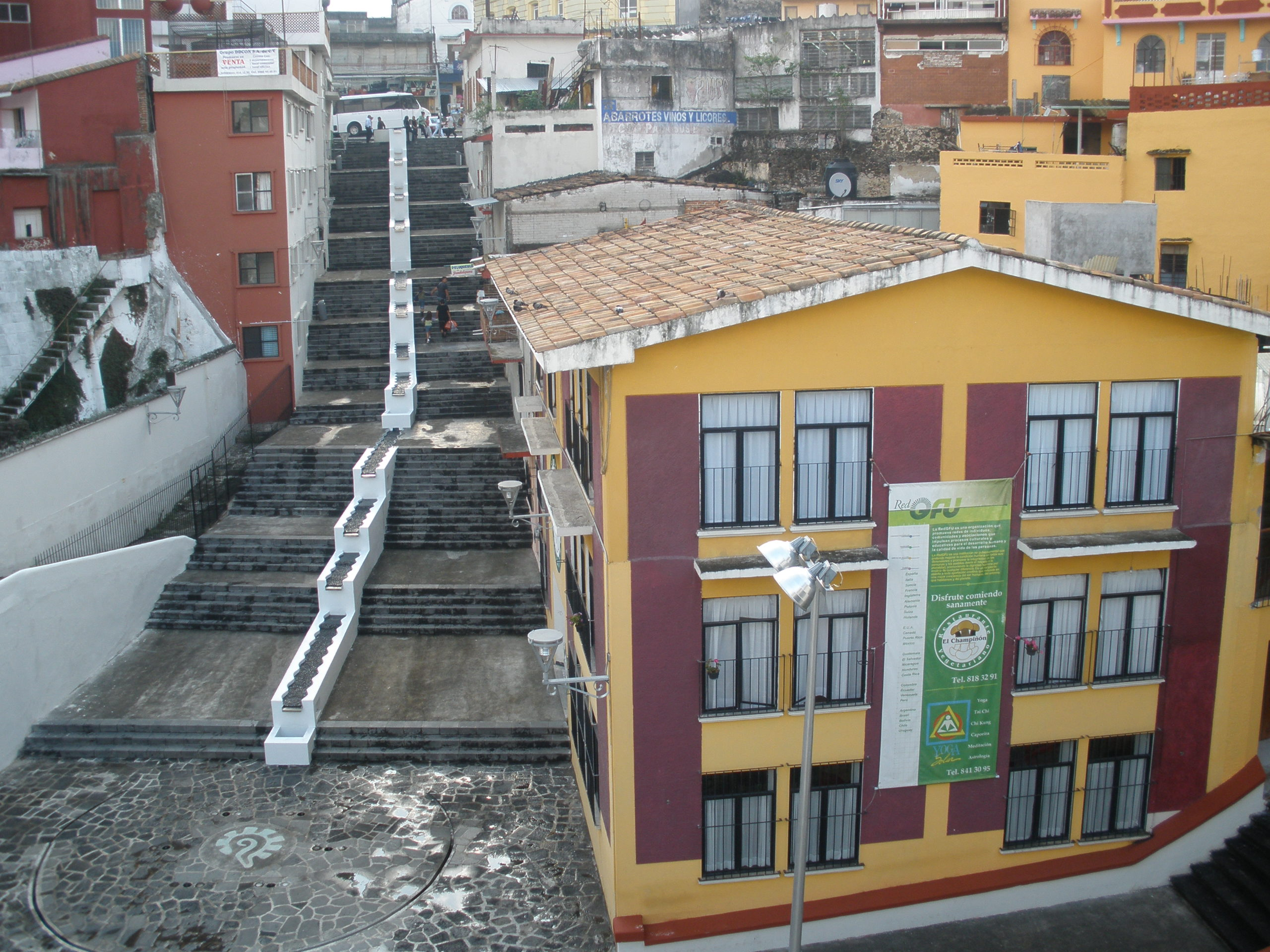
Treppen beim Xallitic-Viadukt

### In der Stadt

#### Historisches Zentrum
Der Altstadtkern mit den engen Gassen, Plätzen und buntgestrichenen Häusern zeigt noch das Bild einer spanischen Kolonialstadt. Trotzdem verschwand die spanische Kolonialarchitektur mehrheitlich über die vergangenen Jahrzehnte und machte Neubauten und funktionalen Gebäuden Platz. Nebst der Kathedrale und einigen weiteren Gotteshäusern, dem Regierungspalast und einigen kolonialen Bauten in der Nähe des Marktgebäudes Jauregui gibt es nur wenige bedeutende Bauwerke aus dieser Zeit. Trotzdem gibt es noch viel Geschichte in der Stadt. Alle wichtigen Gebäude davon sind beschriftet und erklärt.
Besonders bekannt ist auch der Xallitic-Damm oberhalb der Kathedrale. Die Steinbrücke führt über eine kleine topografische Vertiefung. Von da aus sieht man hinunter in die engen Gässchen mit den Treppen, Brunnen und farbigen Häusern.

##### Callejón del Diamante
El Callejón del Diamante (das Diamantgässchen) ist wohl die berühmteste Gasse im historischen Zentrum Xalapas. Das Gässchen, nicht mehr als 5 Meter breit, ist wie das Artistenviertel der Stadt. Zudem ist es eine kleine Verkaufsgasse, wo fliegende Händler typisches Essen und Handwerkswaren anbieten. Außerdem sind im Gässchen zahlreiche kleine Cafés beheimatet. Nachts füllt sich das Gässchen vollständig mit Leuten jeden Alters.
Die Legende besagt, dass der Name von einer jungen Kreolin kommt, die einen schwarzen Diamanten an ihrem Verlobungsring trug. Als sie zufälligerweise im Gässchen ebendiesen Ring bei ihrem Geliebten vergaß, wurde der Verrat aufgedeckt. Ihr zukünftiger, eifersüchtiger Ehemann ermordete sie danach in derselben Gasse und so blieb der Name beim Callejón del Diamante.

##### Kathedrale von Xalapa
Die Kathedrale von Xalapa (offizieller Name Catedral Metropolitana de la Immaculada Concepción de Xalapa, Maria-Empfängnis-Kathedrale von Xalapa) wurde im Jahre 1641 erbaut.
1772 wurde sie total umgebaut. Dabei errichtete man die Kirche fast komplett neu im Barockstil. Damals importierte man auch die neue Glocke aus England. Im Jahre 1896 baute man die Kathedrale von Xalapa erneut um. Vor allem den Eingang errichtete man im neugotischen Stil. Diese Form behielt die Kathedrale bis heute.

#### Museen
Das Museo de Antropología de Xalapa – MAX mit Schwerpunkt Olmekenkultur ist nach dem nationalen Museum von Chapultepec das zweitwichtigste auf nationaler Ebene. Nebst zahlreichen Steinköpfen wird auch die Geschichte der Kulturen entlang des Golfes von Mexiko näher erläutert.
In der Hacienda El Lencero des früheren Präsidenten von Mexiko Antonio López de Santa Anna (1794–1876) kann man in das Leben in einem ehemaligen Herrschaftssitz blicken. Die Hacienda war um 1850 das Wohnhaus López. Die Anlage umfasst Parks, mehrere Häuser, einen See, eine eigene Kirche und einen riesigen alten Baum. Das Museum liegt in unmittelbarer Nähe zum kleinen Flughafen von Xalapa.

#### Parks und Naherholungsgebiete
Vom Parque Juárez direkt neben dem Regierungspalast und der Kirche hat man einen fantastischen Blick über den westlichen Teil Xalapas bis hin zum Cofre de Perote und dem oftmals schneebedeckten Pico de Orizaba sofern kein Nebel herrscht. Im Park finden auch Handwerks- und Kunstmärkte statt. Auf der Bühne sind vor allem an Wochenenden im Sommer oft einheimische Bands jeder Musikrichtung anzutreffen.
Xalapa besitzt auf dem Stadtgebiet diverse, auch staatlich geschützte große Naherholungsgebiete. So ist der Macuiltépetl seit 1978 als Parque Estatal auf Bundesstaatsebene geschützt. Das Naherholungsgebiet erstreckt sich rund um den bewaldeten Hügel des erloschenen Vulkans auf 31 Hektaren.
Seit 1991 ist auch der Cerro de la Galaxia im Norden der Stadt in der Liste der geschützten Gebiete als Zona Sujeta a Conservación Ecológica. Dieses zweite, große Naherholungsgebiet auf städtischem Boden erstreckt sich über 40 Hektaren.
Ein drittes, großes Gebiet ist der Parque Estatal Francisco Javier Clavijero im Westen der Stadt. Dieses 62 Hektar große Gebiet wurde 1975 eröffnet und befindet sich an der alten Straße nach Coatepec. In dasselbe Gebiet wurde ein botanischer Garten integriert, welcher seit 1989 zum staatlichen Instituto de Ecología gehört. Beide Institutionen sind nach dem aus der Region stammenden Schriftsteller Francisco Javier Clavijero benannt. Die Anlage des botanischen Gartens umfasst rund 6.000 Exemplare von 700 Pflanzenarten, sowohl einheimischen wie auch exotischen. Ein besonderer Fokus wird auf Nadelbäume gelegt. Zudem besitzt der Garten eine Sammlung verschiedener Palmfarne aus den Nebelwäldern sowie eine Kaffeeplantage der Sorte Genuino Coatepec.
Schließlich dient auch der Reserva Natural El Tejar mit ihren 133 Hektaren Fläche seit 1986 als städtische grüne Lunge. Dieser befindet sich im Süden der Stadt nördlich des Arco Sur und westlich des Quartiers Las Animas. In die Wälder integriert sind unter anderem die Örtlichkeiten der Universidad Anáhuac sowie das seit Ende 2018 geschlossene Museo Interactivo de Xalapa.

#### Sonstiges
Der Torre Animas (Turm von Animas), gebaut 1993, befindet sich im Süden der Stadt und war mit 62 Metern (18 Stockwerken) lange das höchste Gebäude der Stadt. Seine Südwand dient oft als Werbefläche mit Blick zur Hauptverkehrsachse Lázaro Cárdenas. Seit 2016 ist nun der gegenüberliegende Torre Centro Mayor mit 30 Stockwerken auf 134 Metern das neue höchste Gebäude der Stadt. Er dient als Bürohaus.
Aufgrund der hügeligen Topografie findet sich in der Stadt Xalapa sowie dem Umland einige hohe Brückenbauwerke. Während im Umland die Brücken Mautstraße MEX-140 (Veracruz-Perote) dazu dienen, die Täler und Bäche zu überwinden, stehen in der Stadt von Xalapa mehrere Brücken und ähnliche Bauwerke, welche die Kreuzungen der Stadt entlasten. Besonders spektakulär ist die vierspurige Puente Bicentenario Plaza Crystal im Westen des Zentrums. Sie ist mit 883 Metern die längste Brücke der Stadt und hat insgesamt drei Auf- bzw. Abfahrten. Der Bau kostete zwischen 200 und 250 Millionen Pesos und wurde Anfang Mai 2010 eröffnet. Sie entlastet seither eine der verkehrsreichsten Kreuzungen der Stadt.
Des Weiteren steht ein bisschen weiter südlich, an der Kreuzung Lázaro Cárdenas/Araucarias/20 de Noviembre, ein Kreiselbau mit einer Unterführung. Während der Stadtverkehr und die vier Auf- und Abfahrten der MEX-140 in den mehrspurigen Kreisel einmünden, verläuft der Transitverkehr auf vier Spuren unter dem Kreisel durch. Auf dem Kreisel steht eine grüne Araukarien-Skulptur.

### In der Umgebung
In der Nähe von Xalapa befinden sich zwei Wasserfälle. Der eine, der Texolo-Wasserfall (82 Meter hoch), bei Xico und der andere, der Wasserfall von Naolinco (90 Meter hoch), befinden sich rund 30 Minuten außerhalb der Stadt in den umliegenden Hügeln.
Der Hauptreisegrund für viele Xalapa-Besucher ist außerdem die Umgebung um Jalcomulco, die für Sportarten wie Rafting, Klettern, Tyrolienne, Wandern und Mountainbiking bekannt ist.

## Bilder

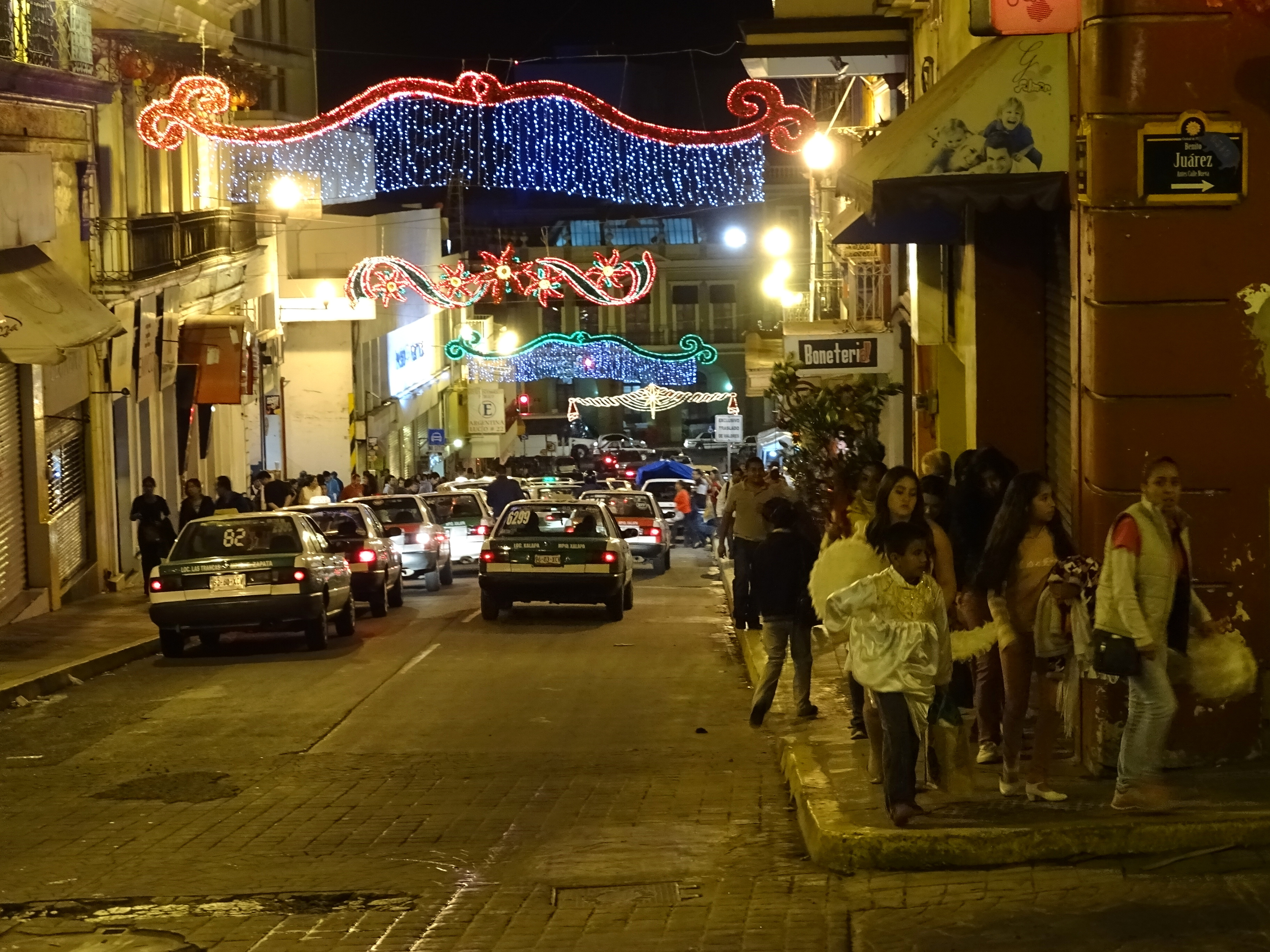
Xalapa in der Nacht
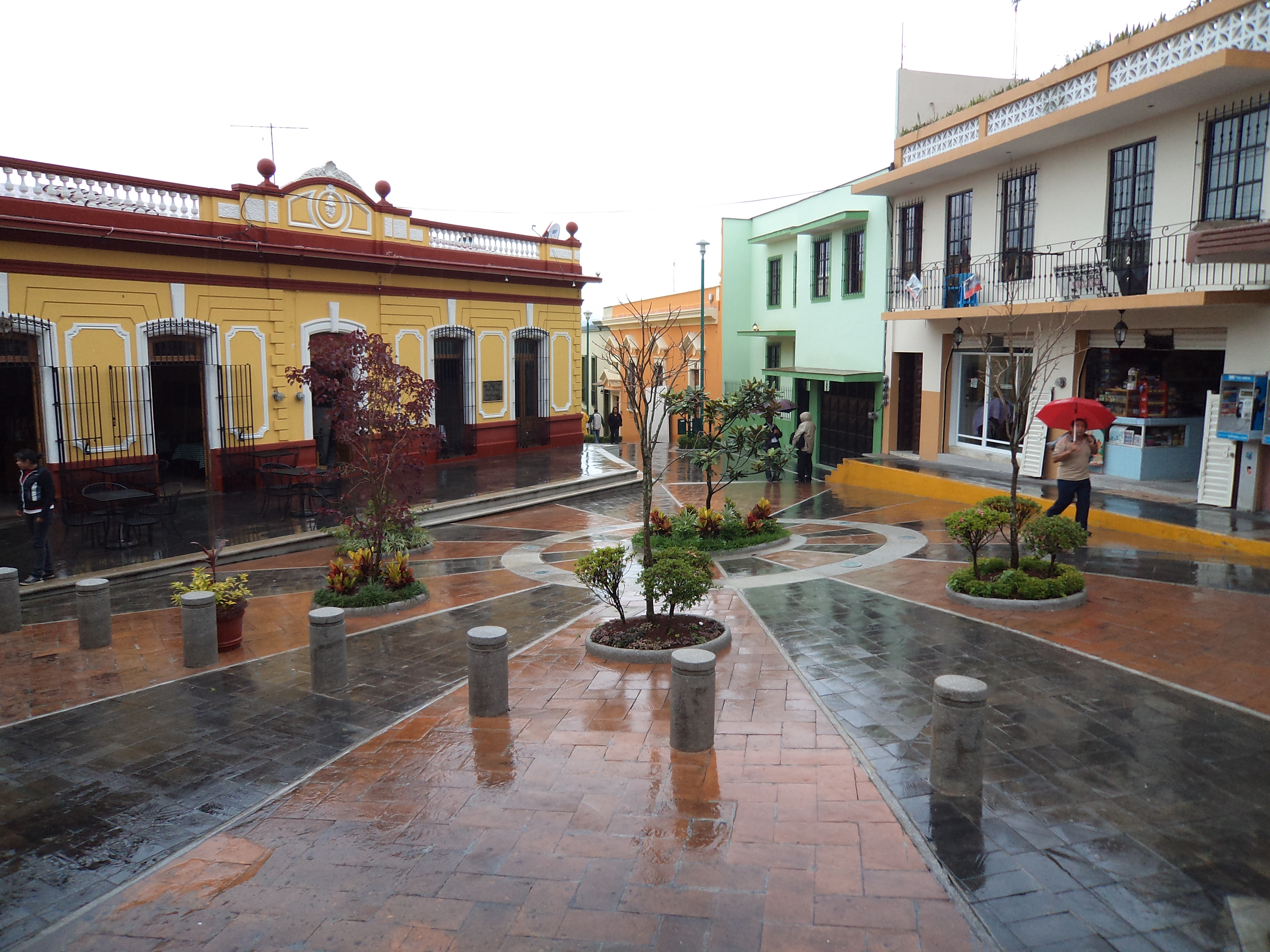
Platz im Zentrum Xalapas
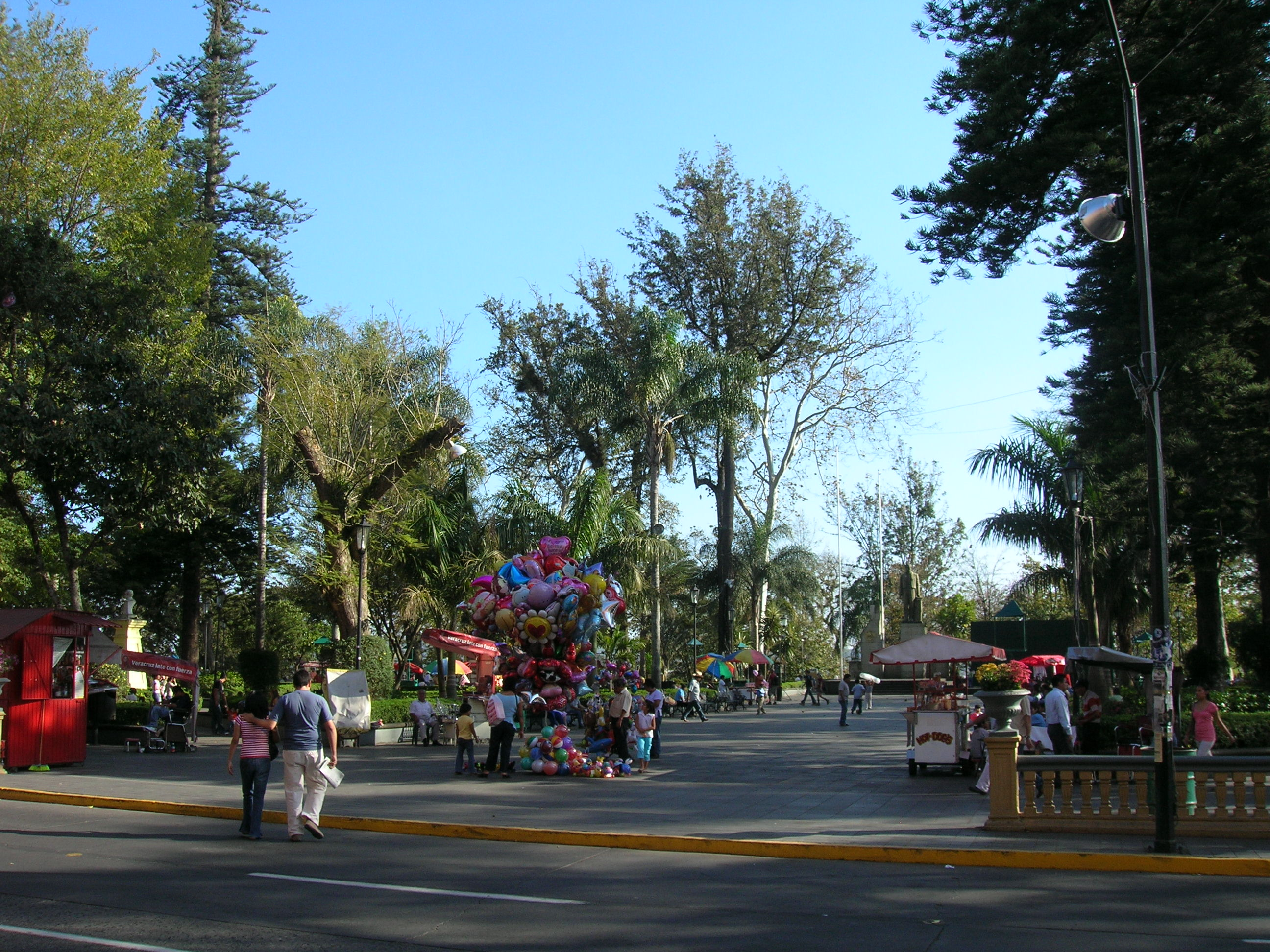
Der Parque Juárez im Zentrum der Stadt
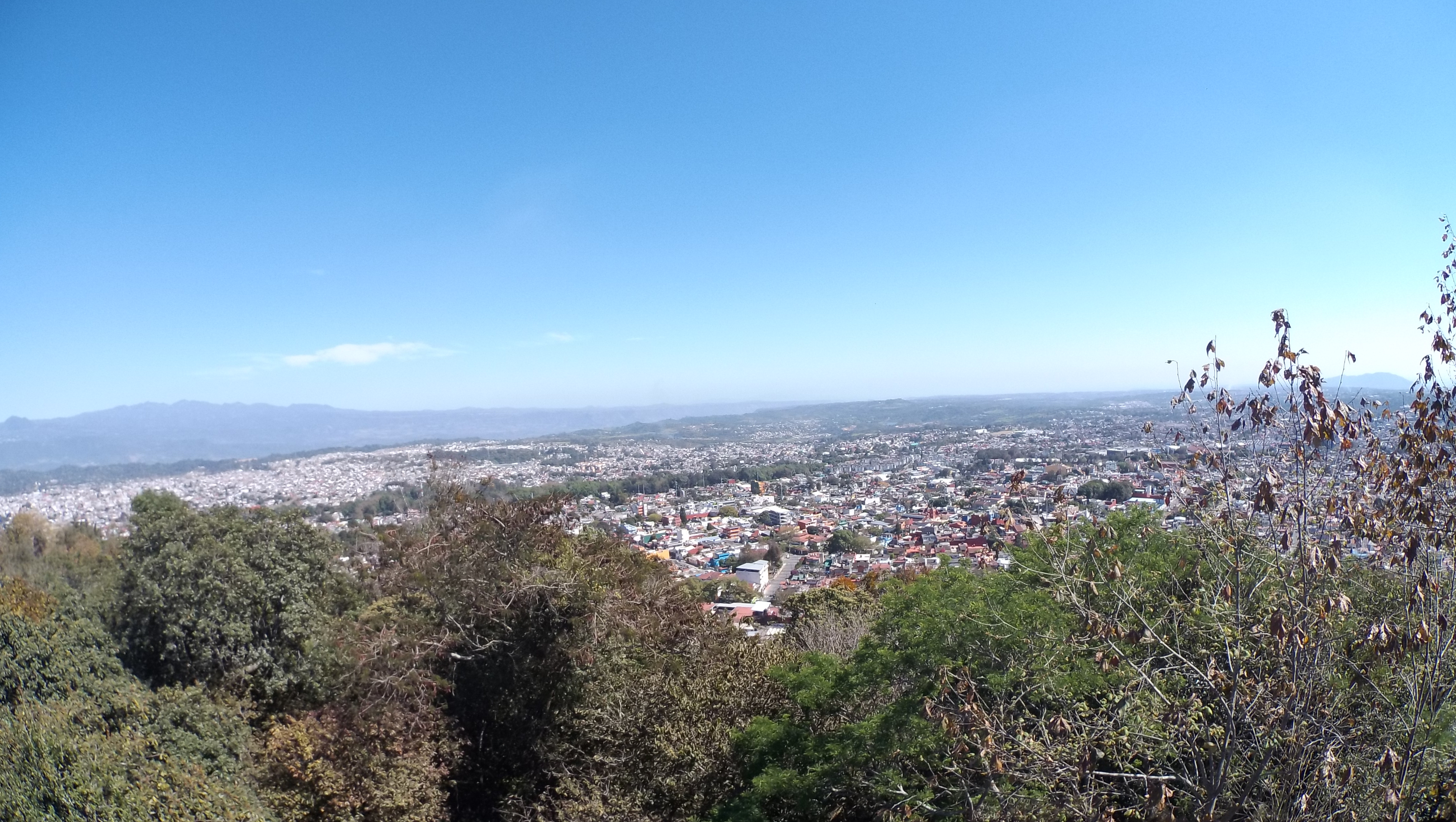
Panorama der Stadt aus den Hügel gesehen
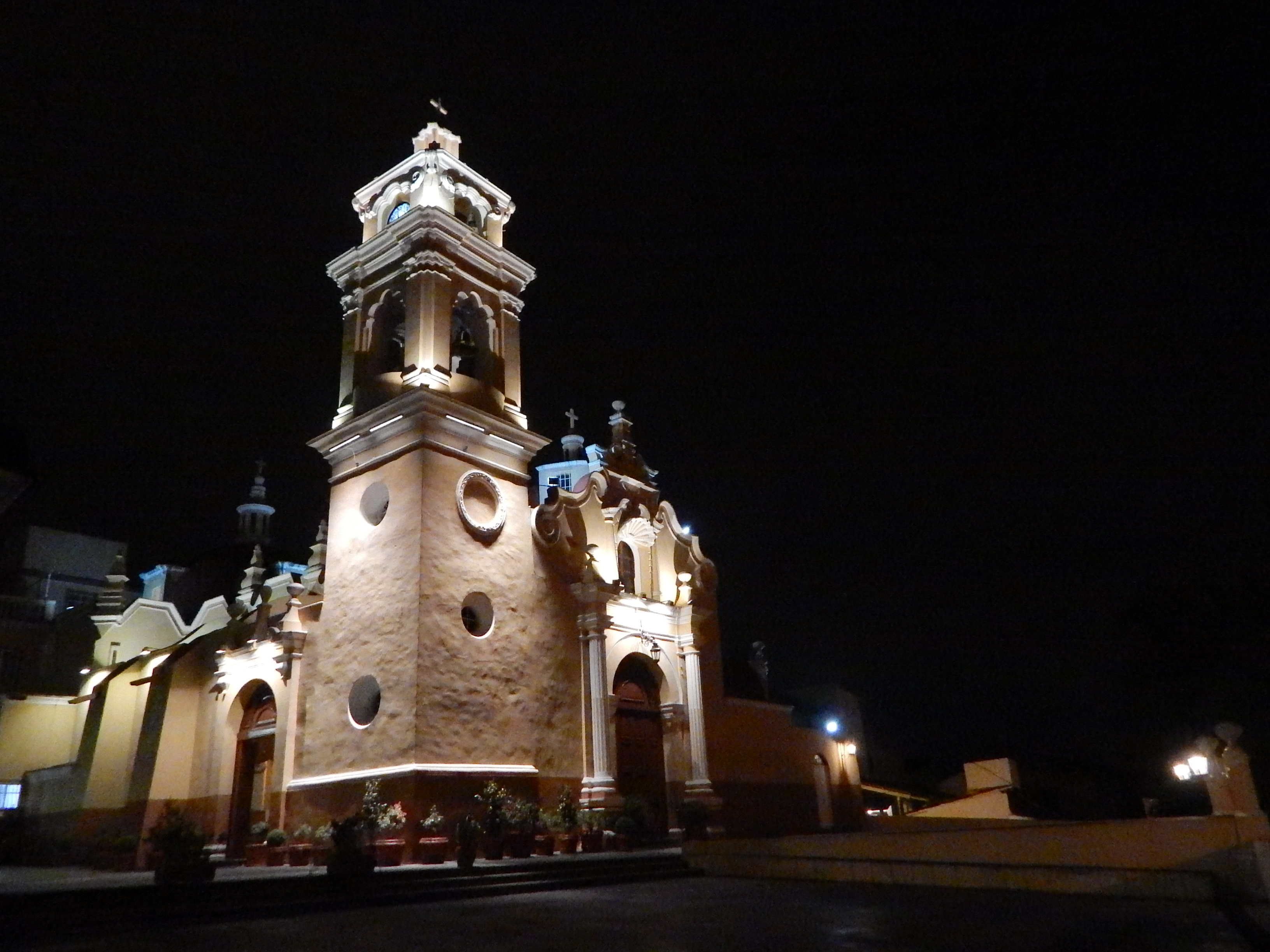
Iglesia de San José im östlichen Zentrum Xalapas
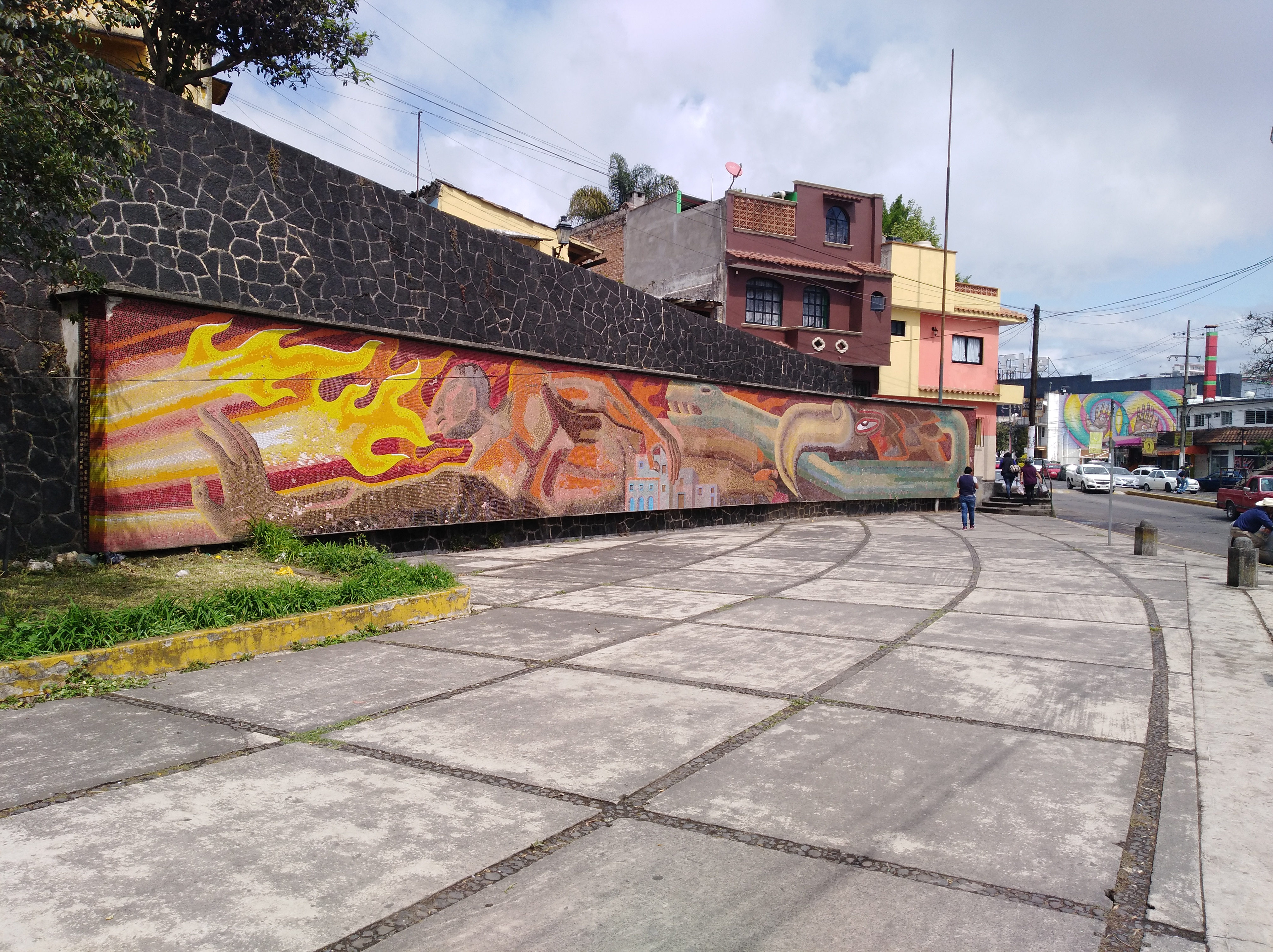
Wandmalereien im Stadtteil Los Sauces
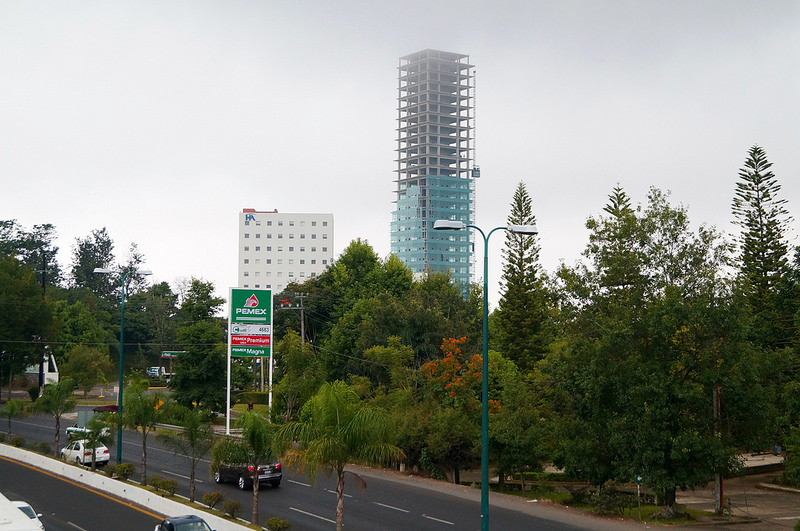
Der Centro Torre Mayor (134 Meter) ist das höchste Gebäude der Stadt (2015 im Bau)
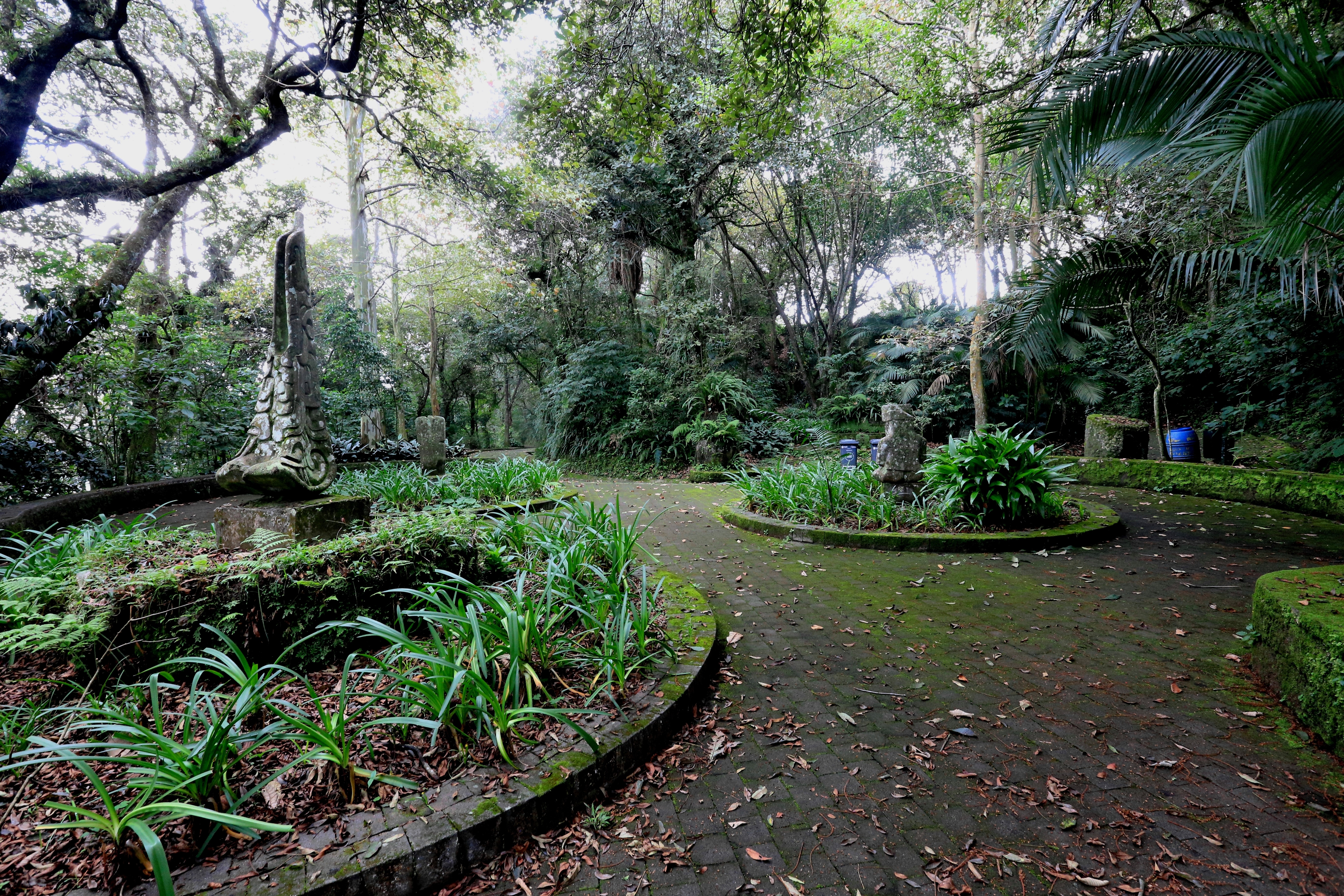
Der Macuiltépetl ist eine der grünen Lungen der Stadt
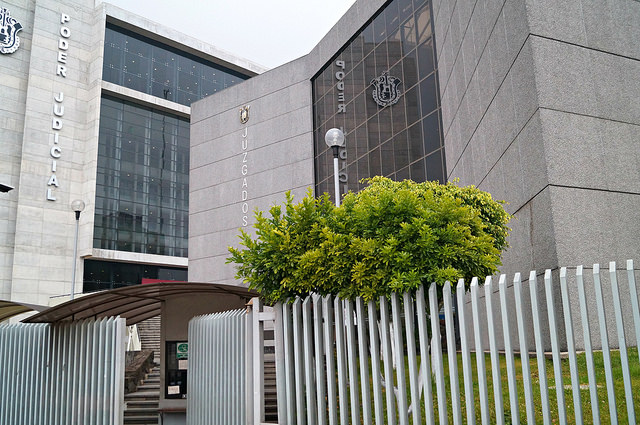
Das Gericht des Bundesstaates befindet sich an der Lázaro Cárdenas in unmittelbarer Nähe zum Plaza Crystal
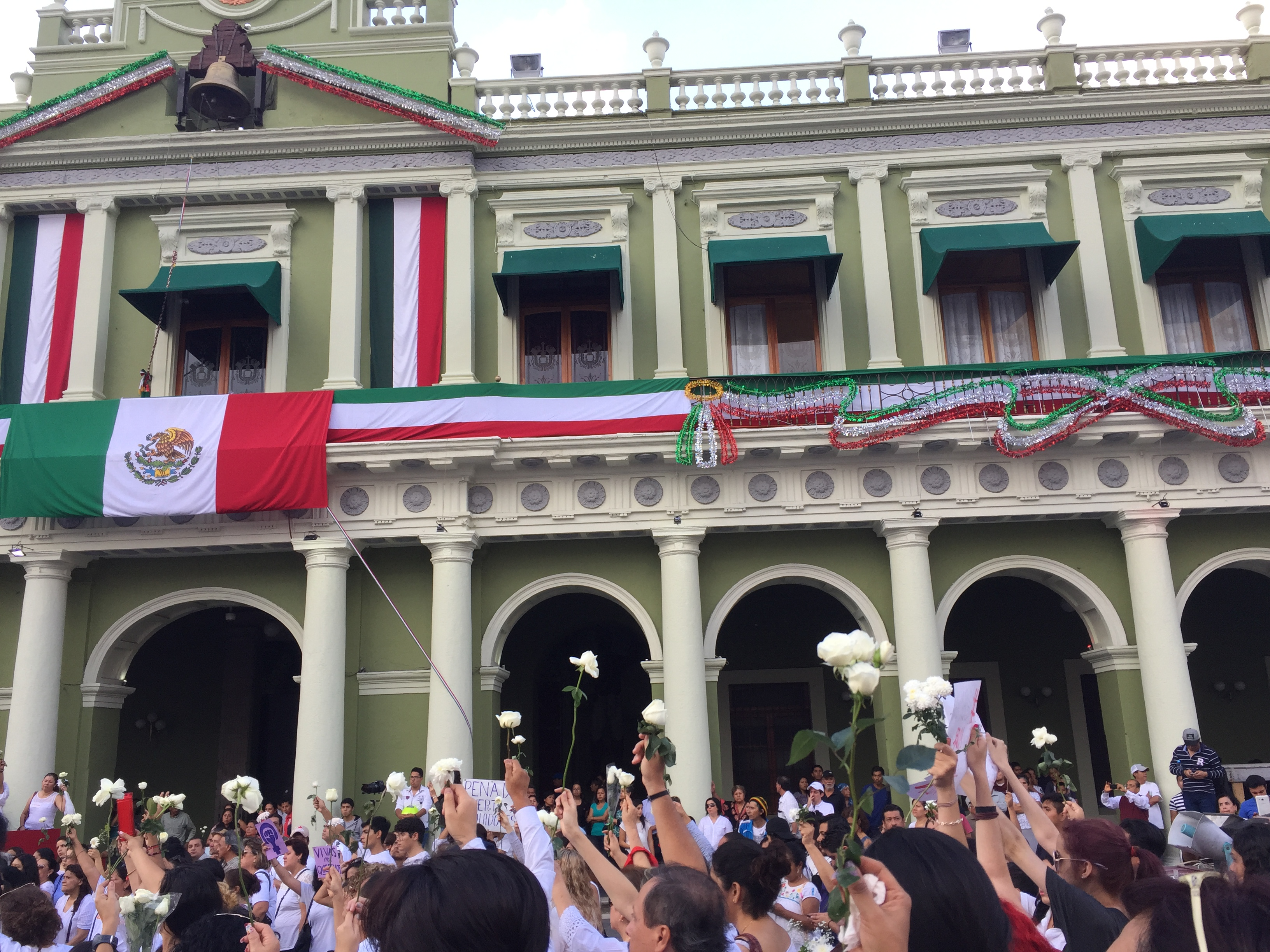
Das Regierungsgebäude des Bundesstaates Veracruz in Xalapa
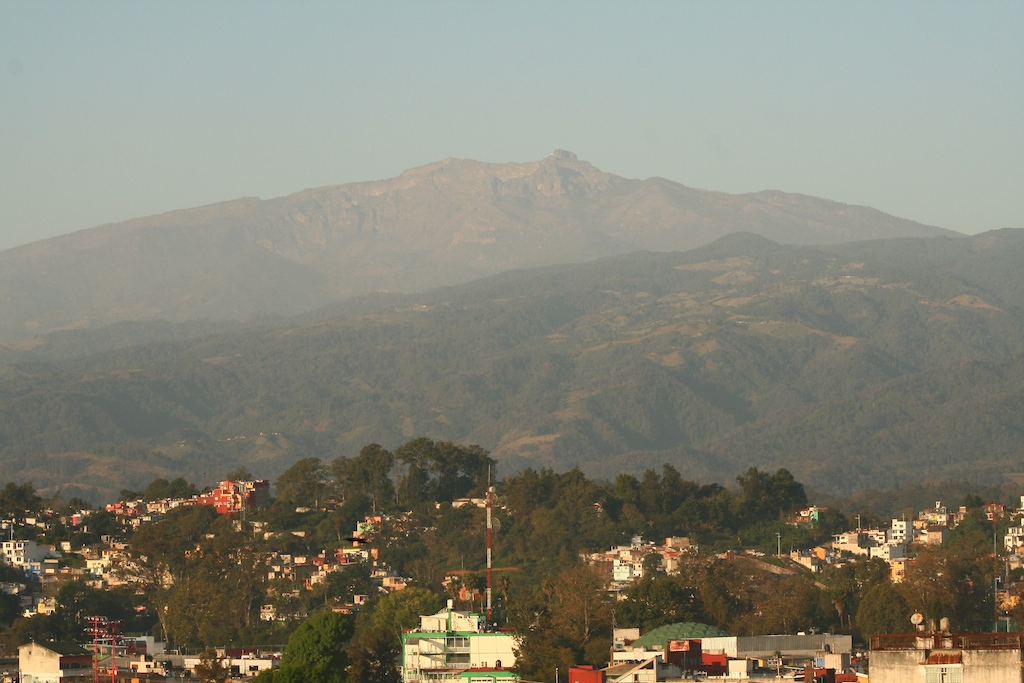
Der Cofre de Perote von Xalapa aus gesehen
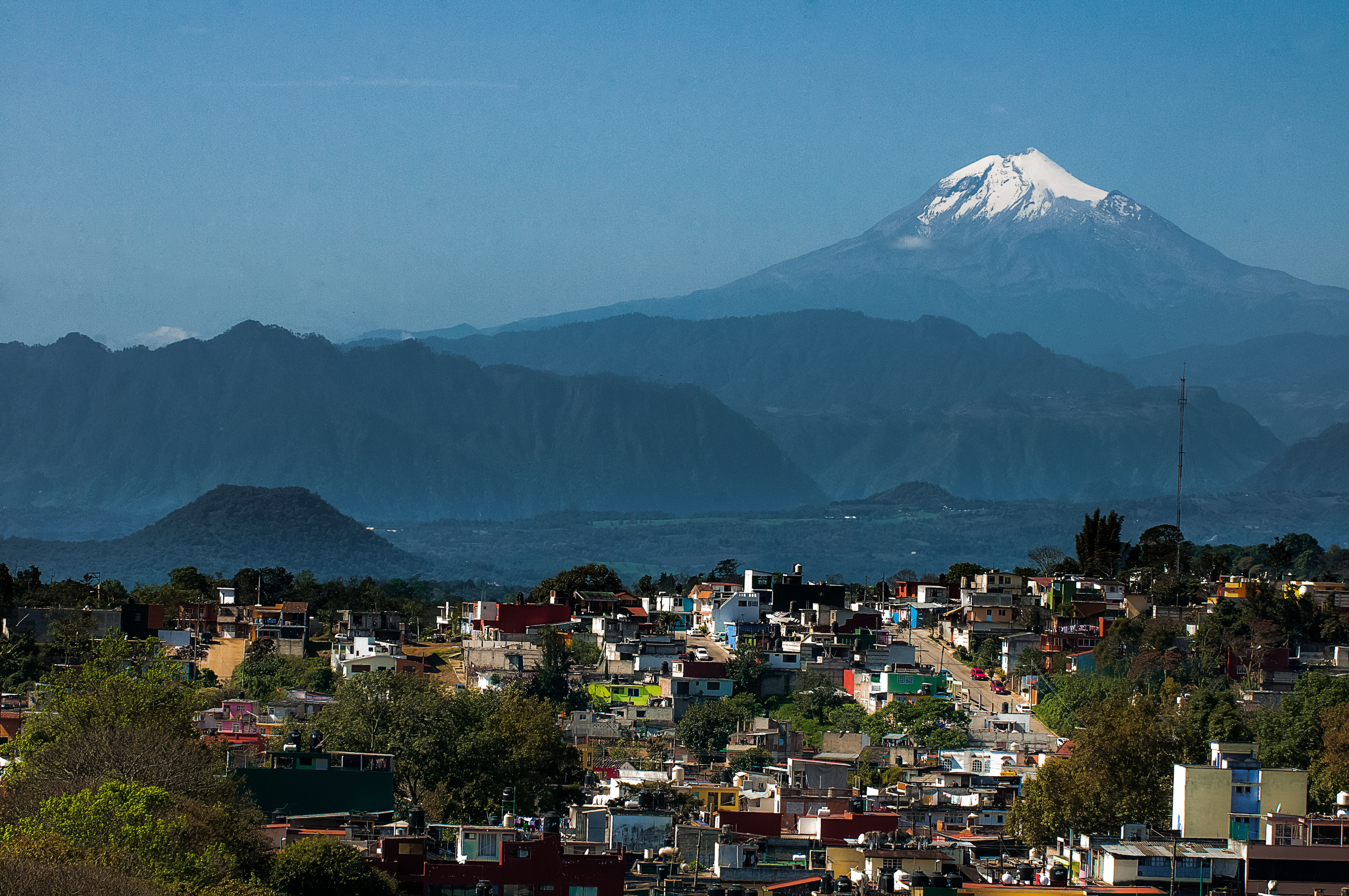
Xalapa mit dem Pico de Orizaba als höchsten Berg Mexikos

## Spezielles
- Gleich diverse Pflanzen tragen den Stadtnamen in ihrem Begriff. So ist die aus Mexiko stammende Chilipflanze Jalapeño nach Xalapa benannt. Jedoch wird in der Region um Xalapa heutzutage Jalapeño nur noch selten kommerziell angebaut. Die Wunderblume ist in ihrer lateinischen Bezeichnung Mirabilis Jalapa ebenfalls dem Namen der Stadt Xalapa angelehnt. Schließlich ist auch die Droge Tubera Jalapae zu erwähnen. Sie kam im 17. Jahrhundert nach Europa, wobei die Spanier den Gebrauch von den Indianern übernahmen.
- In Mexiko ist Xalapa berühmt für den Sprühregen und Nebel, der immer im Herbst, Winter und im Frühjahr abends von Norden her die Stadt bedeckt. Der sogenannte chipi-chipi ist zurückzuführen auf die Kollision der trocken-kalten Bergluft und der feucht-warmen Meeresluft in der Region von Xalapa. Er ermöglicht das Wachstum von Pflanzen, die viel Feuchtigkeit benötigen, und ist auch verantwortlich für zahlreiche Autounfälle.

## Partnerstädte

### International
- Ambato, Ecuador (seit 1994)[52]
- Omaha, USA (seit 2005)[52][53]
- La Antigua, Guatemala (seit 2008)[54]
- Managua, Nicaragua (seit 2016)[55]
- Zouan-Hounien, Elfenbeinküste (seit 2017)[56]
- Covina, USA[53]
- Laredo, USA[53]
- Mobile, USA[53]
- Columbia, USA[53]
- Paraná (Entre Ríos), Argentinien[53]
- Curitiba, Brasilien[53]

### Innerhalb Mexikos
- Cotija de la Paz, Michoacán (seit 2007)[57]

- Toluca, Estado de México (seit 2011)[58]
- Zacatecas, Zacatecas (seit 2016)[59]
- Torreón, Coahuila[53]
- Puebla, Puebla[53]
- Santiago de Querétaro, Querétaro[53]
- Victoria de Durango, Durango[53]
- Matamoros, Tamaulipas[53]
- Cancún, Quintana Roo[53]
- Chilpancingo, Guerrero[53]
- Veracruz, Veracruz[53]
- Perote, Veracruz[53]
- Acayucan, Veracruz[53]

## Persönlichkeiten
- Manuel Arzú (1775–1835), Staatschef von Nicaragua
- José Joaquín de Herrera (1792–1854), General und 14. Präsident Mexikos
- Antonio López de Santa Anna (1794–1876), General und elfmaliger (!) Staatschef von Mexiko, insbesondere bekannt für die riesigen Gebietsabtretungen von Mexiko an die USA (siehe Vertrag von Guadalupe Hidalgo sowie Gadsden-Kauf)
- José Antonio Mexía (1800–1839), Politiker, Militär und Unternehmer
- Sebastián Lerdo de Tejada (1823–1889), 27. Präsident Mexikos
- Rafael Montes de Oca (* um 1832; † 1885 oder später), Ornithologe und Maler
- Miguel Covarrubias Acosta (1856–1924), Botschafter und Außenminister
- Enrique Conrado Rébsamen (1857–1904), Pionier im mexikanischen Schulwesen mit Schweizer Wurzeln
- Eduardo Hernández Moncada (1899–1995), Komponist, Pianist und Dirigent
- Manuel Villegas (1907–?), Schwimmer und Wasserspringer
- Benito Coquet Lagunes (1915–1993), Politiker
- Óscar Brauer Herrera (* 1922), Agrarwissenschaftler und Politiker
- Sergio Obeso Rivera (1931–2019), Geistlicher, Kardinal der römisch-katholischen Kirche und Erzbischof von Jalapa
- Rafael Ortega El Xalapa (* ca. 1957), Fußballspieler
- Gabriel Orozco (* 1962), Konzeptkünstler
- Javier Camarena (* 1976), Tenor
- Bárbara Bonola (* 1987), Triathletin
- Julio Nava (* 1989), Fußballspieler
- Nazari Urbina (* 1989), Tennisspielerin